# Musikjahr 1584
Liste der Musikjahre

◄◄ | ◄ | 1580 | 1581 | 1582 | 1583 | Musikjahr 1584 | 1585 | 1586 | 1587 | 1588 | ► | ►►

Weitere Ereignisse
Dieser Artikel behandelt das Musikjahr 1584.

## Ereignisse

### Heiliges Römisches Reich

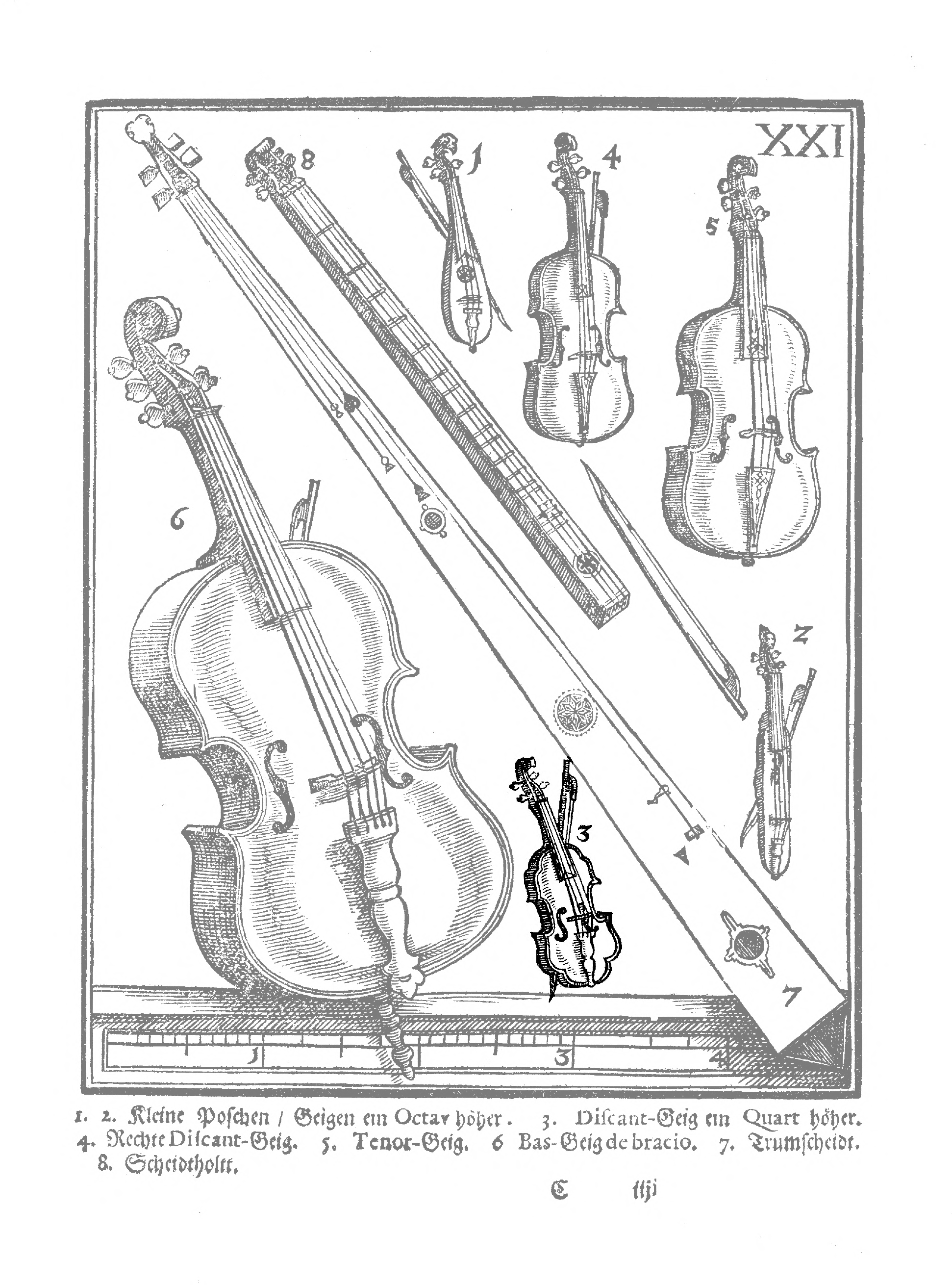
Verschiedene historische Geigen, Quelle: Syntagma musicum

#### Hofkapelle von Rudolf II.
- Jacobus de Kerle, der wahrscheinlich zuvor im Fürststift Kempten tätig war und im Jahr 1582 kurzzeitig am Hof des Kölner Erzbischofs und Kurfürsten Gebhard Truchseß von Waldburg wirkte, ist seit 1. September 1582 Hofkaplan von Kaiser Rudolf II. Weil de Kerles Gehalt als Hofkaplan nur 150 Gulden beträgt, bewirbt er sich Anfang 1584 zusätzlich um ein Kanonikat an dem Kollegiatstift Heilig Kreuz in Breslau.
- Carl Luython, der seit 1566 Chorknabe in der Hofkapelle von Kaiser Maximilian II. war, ist seit 1582 zweiter Hoforganist der Hofkapelle von Kaiser Rudolf II. Letzterer verlegt im Jahr 1583 seinen ganzen Hofstaat von Wien nach Prag. Luython ist auch im Orgelbau engagiert: Zusammen mit dem Orgelbauer Albrecht Rudner wirkt er von 1581 bis 1590 an der Erneuerung der Orgel des Doms St. Veit in Prag mit. Die betreffenden Akten enthalten zahlreiche Einwendungen Luythons zu diesem Vorhaben, womit er recht detailliert seine Vorstellungen vom Orgelbau wiedergibt.
- Philippe de Monte ist seit 1568 als Nachfolger von Jacobus Vaet Kapellmeister der Hofkapelle Maximilians II. in Wien. Nach dem Tod von Maximilian II. am 12. Oktober 1576 ist er für dessen Nachfolger Rudolf II. in Wien und später in Prag tätig und bekommt die Position eines Kanonikus an der Kathedrale von Cambrai zuerkannt. 1584 veröffentlicht de Monte sein (verschollenes) Sacrarum cantionum […] liber sextus zu fünf Stimmen und sein Il quinto libro de madrigali zu sechs Stimmen.

#### Bayerischer Reichskreis

##### Herzogtum Bayern
- Gregor Aichinger, der 1577 im Knabenalter nach München gegangen war und Schüler von Orlando di Lasso wurde, studiert seit 1578 an der Universität Ingolstadt. Dort tritt er in Kontakt mit seinem Studienkollegen Jakob Fugger, dem späteren Fürstbischof von Konstanz. Aichinger erhält durch diese Begegnung, Kontakte zu weiteren Mitgliedern der Familie Fugger, denen er später zahlreiche seiner Werke widmen wird. Ein wichtiger Mäzen Aichingers ist Jakob III. Fugger (1542–1598), der ihn 1584 zum Organisten, an der von ihm vier Jahre zuvor gestifteten Orgel an der Augsburger Basilika St. Ulrich und Afra bestimmt, sowie Aichinger zu seinem Hauskomponisten und Leiter seiner Kammermusik macht.
- Ludovicus Episcopius, der seit 18. Oktober 1577 als Kapellmeister und Kantor an der Kollegiatkirche St. Servatius in Maastricht tätig war, wirkt seit 1. Juli 1582 als Hofkaplan und Sänger am Bayerischen Königshof in München unter Orlando di Lasso; zur gleichen Zeit ist er als Lehrer (praeceptor) für die Ausbildung der Chorknaben verantwortlich.
- Franciscus Florius hat seit Herbst 1556 in München an der Hofkapelle von Herzog Albrecht V. eine Anstellung als Hofbassist. Neben seiner Tätigkeit als Sänger ist Florius, zusammen mit dem Hofkopisten Johannes Pollet, auch als Notenkopist eingesetzt. Nach dem Ausscheiden Pollets 1571 ist er zum Hauptkopisten aufgestiegen; diese Stellung hat er bis zu seinem Tod 1588 inne.
- Johannes de Fossa ist seit dem letzten Vierteljahr 1559 Vizekapellmeister der Münchner Hofkapelle. In den vorhandenen Dokumenten wird Fossa allerdings weiterhin nur als Tenorist bezeichnet. Seit 1571 hat er die Aufsicht über die Chorknaben der Kapelle und hat ihnen in seinem Haus Kost und Unterkunft zu geben. 1584 veröffentlicht er die Antiphonen Osanna filio David zu vier Stimmen, Pueri Hebreorum portantes zu vier Stimmen und Pueri Hebreorum vestimenta zu vier Stimmen.
- Antonius Gosswin, der seit 1580 Mitglied der Kapelle von Prinz Ernst, Bischof von Freising, einem Sohn von Herzog Albrecht, ist, lebt seit Anfang 1580 mit seiner Frau in Freising. Sein Dienstherr, der gegen Jahresende 1580 zum Bischof von Lüttich ernannt wird, tritt sein Amt feierlich am 30. Januar 1581 an. Nach wenigen Jahren in Lüttich hat der Bischof seinen Wohnsitz am 29. Januar 1584 nach Bonn verlagert, nachdem er in der Diözese Köln eine Pfründe bekommen hatte. Ob Antonius Gosswin ihm nach Lüttich und nach Bonn gefolgt ist, ist nicht überliefert.
- Ferdinando di Lasso, der 1560 geborene Sohn von Orlando di Lasso und dessen Frau Regina (Wäckinger), wird schon früh in die Münchner Hofkapelle integriert und ist ordentliches Mitglied der Hofkapelle seit 1583.
- Orlando di Lasso ist seit 1563 Kapellmeister der Münchner Hofkapelle. Zu Orlandos Aufgaben gehören u. a. Reisen durch Europa zur Anwerbung neuer Musiker, die Unterrichtung der Chorknaben, die teilweise sogar in seiner Familie leben, Proben mit den Musikern und die Komposition zahlreicher neuer Werke. Schon lange vor dem Tod Albrechts V. 1579 hat di Lasso ein hervorragendes Verhältnis zu Albrechts Nachfolger Wilhelm V. entwickelt; dieser sorgte auch ab 1573 für die Herausgabe einer eindrucksvollen Reihe großformatiger Chorbücher mit Orlandos Messen, Offizien, Lesungen und Magnificats in den erwähnten Patrocinium musices.

##### Reichsstadt Regensburg
- Andreas Raselius, der seit 1581 in Heidelberg studiert hatte, ist ab 1584 Kantor an der Neupfarrkirche in Regensburg. Er heiratet am 7. September 1584 in Regensburg Maria Erndl († 1617).

#### Burgundischer Reichskreis

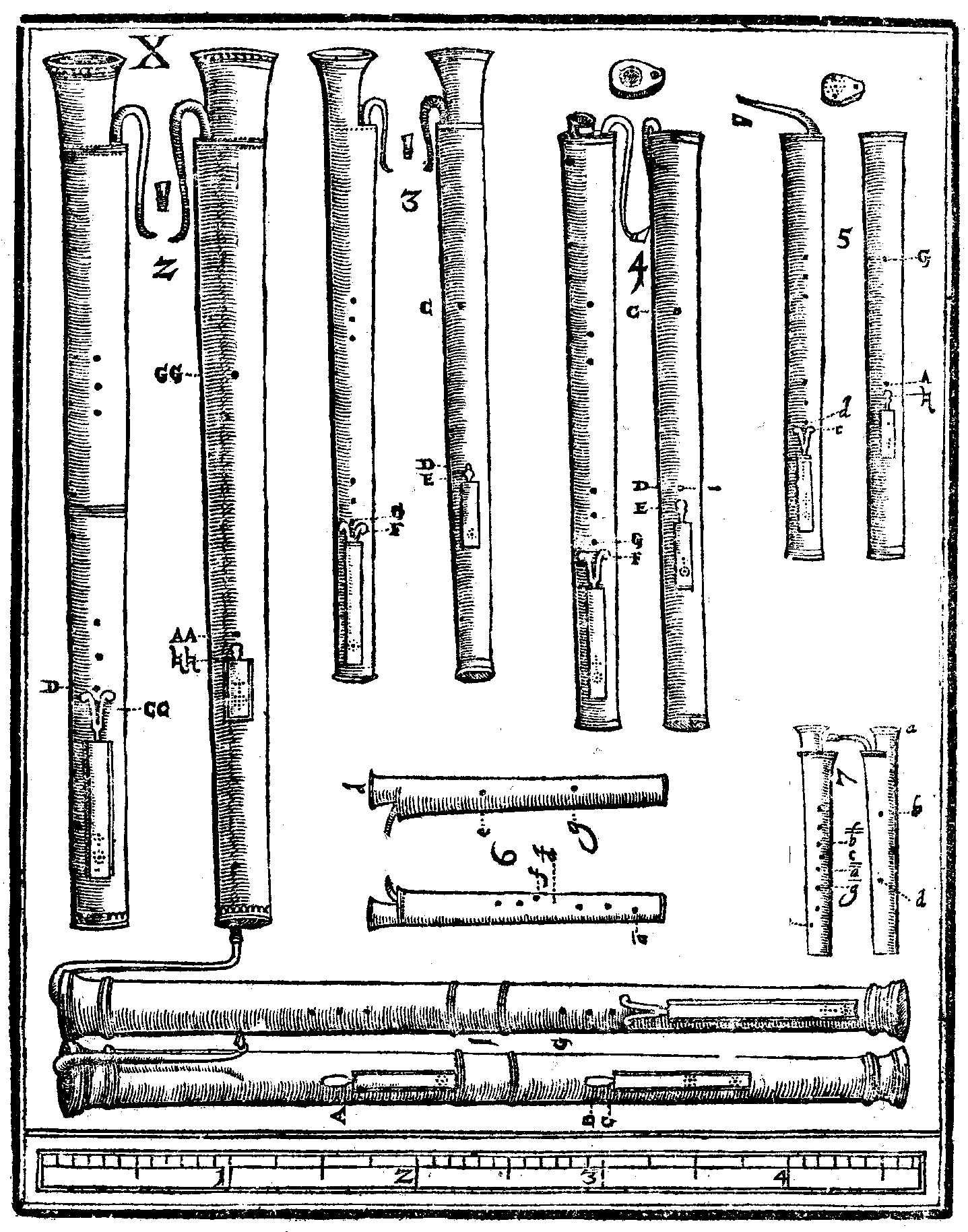
Verschiedene historische Dulciane, Quelle: Syntagma musicum

##### Republik Antwerpen
- Servaes van der Meulen, der während seiner Amtszeit im Frühjahr 1581 verhindern konnte, dass die Anhänger des Calvinismus die große Orgel der Antwerpener Kathedrale abbauen, ist Organist an der St.-Gertrudskirche in Bergen-op-Zoom und an einer Kapelle der Kathedrale Notre-Dame in Antwerpen. Der calvinistische Magistrat der Stadt erlaubt ihm seinen Posten als Organist zu behalten.
- Hubert Waelrant wirkt in Antwerpen. Nachdem die Gedichtreihe „Lofsang van Braband“ des Autors Jan van der Noot 1580 erschienen war, schreibt Waelrant 1583/1584, ebenso wie Andreas Pevernage, Cornelis Verdonck und Gregorius Trehou (um 1550–1619), auf die niederländischen Texte einen mehrstimmigen Liedsatz; diese Kompositionen sind nicht erhalten geblieben. 1584 veröffentlicht er auch sein Lied Als ick u vinde zu vier Stimmen.

##### Grafschaft Flandern
- Andreas Pevernage, der vom 17. Oktober 1563 bis 1577 Kapellmeister an der Kirche Notre-Dame in Courtrai war und 1564 zusätzlich eine Pfründe an Sankt Willibrordus in Hulst erhalten hatte, wechselt 1578 an die Kirche St. Jakob in Brügge, weil Courtrai kurzzeitig unter die Herrschaft der Calvinisten gerät. Zwischen 1578 und 1585 wird die Arbeit Pevernages aber auch in Brügge immer wieder durch die kriegerischen Auseinandersetzungen zwischen den Konfessionen beeinträchtigt. So ist der katholische Gottesdienst zwischen 1581 und 1584 nicht möglich und der Komponist weicht wohl immer wieder nach Courtrai aus.

##### Grafschaft Holland
- Jan Pieterszoon Sweelinck, der älteste Sohn des Organisten Pieter Swibbertszoon und seiner Frau Elske Jansdochter Sweeling, lebt in Amsterdam und wirkt nach Aussage von Sweelincks Schüler und Freund Cornelis Plemp seit dem Jahr 1577 als Organist an der Oude Kerk. Nach Johann Mattheson ist er „schon in der Jugend, wegen seiner netten Fingerführung auf der Orgel, und überaus artigen Manier zu spielen, sonderlich berühmt“.[1] Seine erste Sammlung von Vokalwerken erscheint im Jahr 1584, fünfstimmige, weltliche Chansons, die Einflüsse von Orlando di Lasso aufweisen.

##### Tournai
- Géry de Ghersem, der in seiner Jugendzeit seine erste musikalische Ausbildung durch den Komponisten George de La Hèle an der Kathedrale von Tournai erhielt, lebt in Tournai.

#### Kurrheinischer Reichskreis

##### Kurpfalz
- Mathias Gastritz, der am 22. Dezember 1561 zum Organisten der Stadt Amberg bestellt wurde, wirkt fast 30 Jahre lang in den Diensten der Stadt.

#### Niederrheinisch-Westfälischer Reichskreis

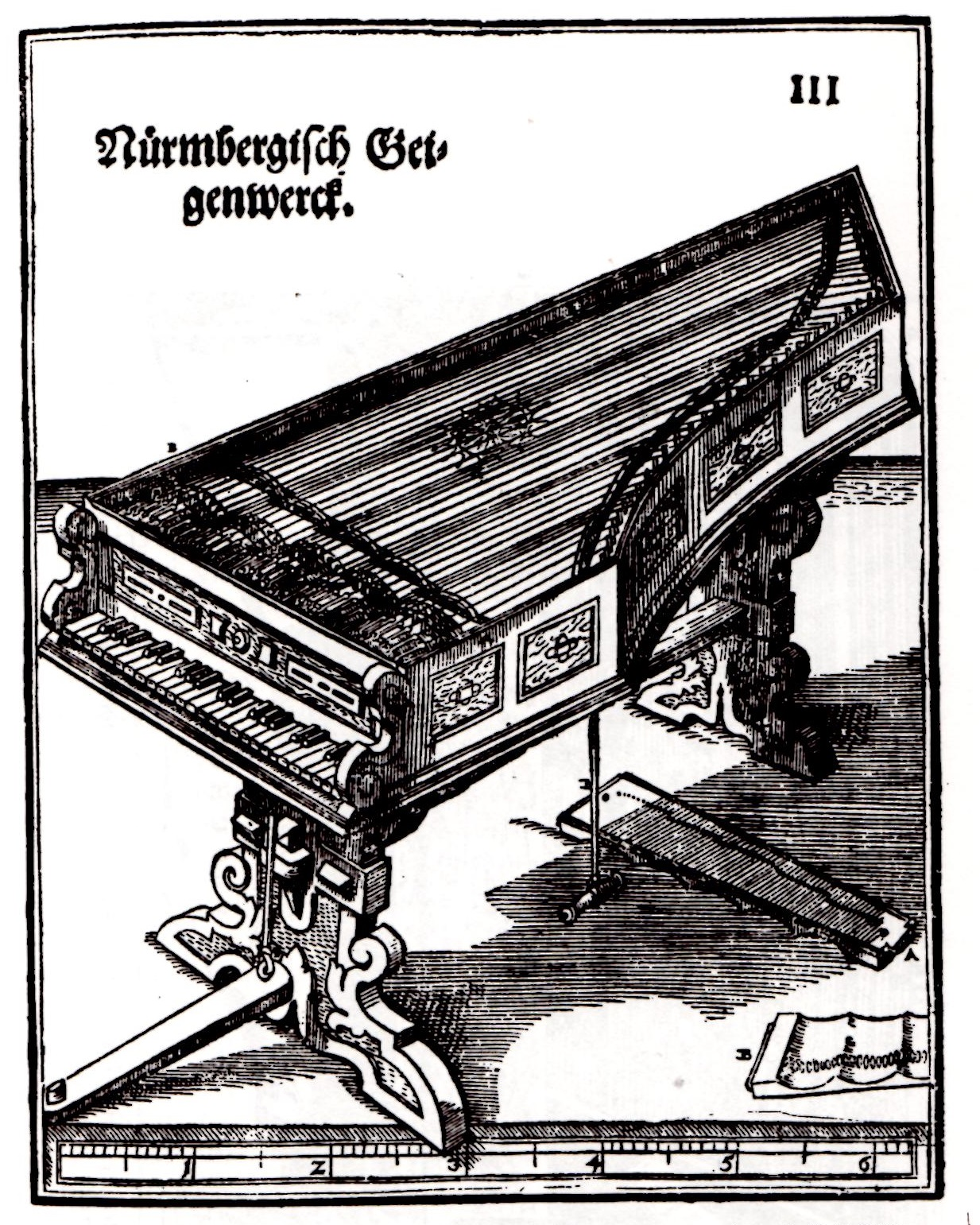
Geigenwerk, Quelle: Syntagma musicum

##### Vereinigte Herzogtümer Jülich-Kleve-Berg
- Martin Peudargent ist Hofkomponist in den Diensten von Wilhelm V. von Jülich-Kleve-Berg. 1584 veröffentlicht er bei Angelo Gardano in Venedig eine sechsstimmige Canzona in Il vero modo di diminuir ... von Girolamo Dalla Casa.

#### Niedersächsischer Reichskreis

##### Erzstift Magdeburg
- Leonhart Schröter, der von 1561 bis 1576 als Stadtkantor in Saalfeld gewirkt hatte, ist seit 1576 Kantor an der Altstädter Lateinschule in Magdeburg, wo er bis zu seiner Emeritierung 1595 verbleibt.

##### Fürstentum Braunschweig-Wolfenbüttel
- Thomas Mancinus, der von 1579 bis 1581 Tenorist in der Hofkapelle in Berlin war, tritt spätestens 1583 in die Dienste des in Gröningen residierenden Bischofs von Halberstadt, des späteren Herzogs Heinrich Julius von Braunschweig-Wolfenbüttel. Im Dezember 1583 wird er zum Kapellmeister ernannt. Unter seiner Leitung wird sich die Hofkapelle bis 1590 von acht auf 17 Mitglieder vergrößern, dazu kommen noch zwölf Trompeter und Pauker.
- Johann Zanger der Ältere, der seit 1553 Pfarrer an der Petrikirche in Braunschweig war, ist seit 1571 Pfarrer an der Martinikirche, seit 1577 Stellvertreter des Stadtsuperintendenten.

##### Hamburg
- Jacob Praetorius der Ältere, der wahrscheinlich in seiner Heimatstadt Magdeburg Unterricht von Martin Agricola erhielt, ist von 1555 bis zu seinem Tod 1586 als Organist und Kirchenkomponist an zwei Kirchen in Hamburg nachweisbar.

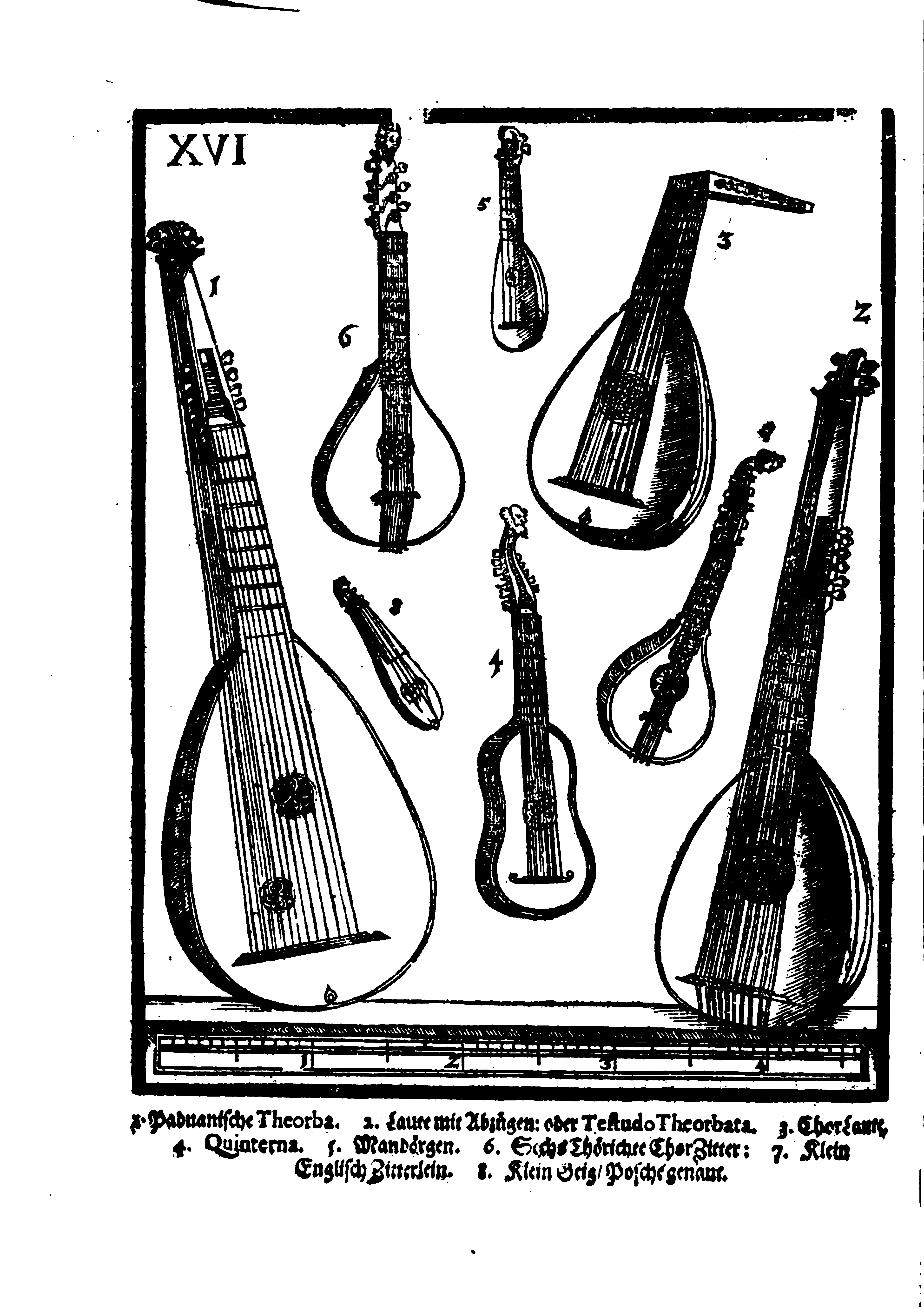
Verschiedene historische Saiteninstrumente, Quelle: Syntagma musicum

#### Oberrheinischer Reichskreis
- Paschal de l’Estocart, der seit 1582 für den lothringischen Herzog Karl III. arbeitete, ist 1584 für den Abt von Valmont tätig. Im selben Jahr gewinnt er die Silberne Harfe im Musikwettbewerb „Puy“ von Évreux für seine fünfstimmige Motette Ecce quam bonum et quam jucundum.

#### Obersächsischer Reichskreis

##### Kurfürstentum Sachsen
- Elias Nikolaus Ammerbach, der von 1548 bis 1549 an der Universität Leipzig studiert hatte, wirkt danach, vermutlich bis an sein Lebensende 1597, als Thomasorganist an der Thomaskirche.
- Joachim a Burck, der ab 1563 Kantor an der Lateinschule in Mühlhausen war, ist seit 1566 Organist an der Kirche Divi Blasii in Mühlhausen. Daneben ist er als Geschichtsschreiber, öffentlicher Notar und seit 1583 als Senator tätig.
- Sethus Calvisius, der seit 1580 an der Universität Leipzig studierte, ist – auf Empfehlung Nikolaus Selneckers und der gesamten theologischen Fakultät der Universität Leipzig – seit November 1582 Kantor in Schulpforta, wo er unter anderem den Motettengesang bei den gemeinsamen Mahlzeiten einführt. Daneben wirkt er als Pädagoge nicht nur im Themengebiet der Musik, er gibt auch Unterricht in Hebräisch und betreibt chronologisch-historische Studien.
- Wolfgang Figulus ist von 1551 bis zu seiner Pensionierung 1588 Kantor und Lehrer an der Fürstenschule in Meißen. Er unterrichtet die Fächer Musik, Latein und Religion und sorgt für die musikalische Gestaltung der Gottesdienste in der Afrakirche.
- Rogier Michael, der von 1572 bis 1574 die Stelle eines Tenorsängers in Ansbach an der Hofkapelle von Markgraf Georg Friedrich von Brandenburg-Ansbach bekleidete, ist seit 1. Februar 1575 – auf Empfehlung von Aemilia von Sachsen, der Schwester von Kurfürst August von Sachsen – Sänger und Musiker an der Dresdener Hofkapelle.
- Nikolaus Selnecker, der seit dem Jahreswechsel 1573/74 wieder Professor in Leipzig ist, ist seit 1576 zusätzlich Pfarrer an der Thomaskirche und Superintendent, dazu auch Domherr am Meißner Dom.

##### Mark Brandenburg
- Bartholomäus Gesius, Sohn eines Ackerbürgers und Ratsherrn, studiert zwischen 1578 und 1585 an der Viadrina in Frankfurt (Oder).

#### Österreichischer Reichskreis

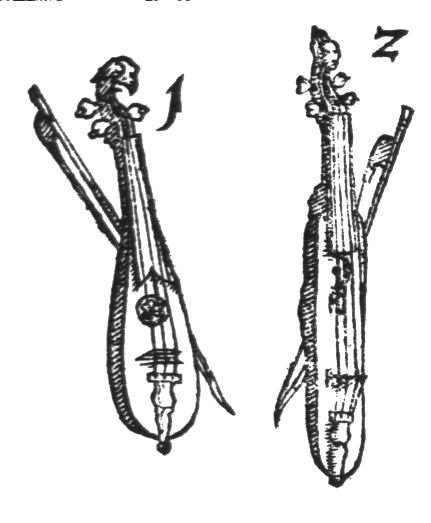
Tanzmeistergeige und Rebec, Quelle: Syntagma musicum

##### Erzherzogtum Österreich
- Blasius Amon, der seit ca. 1568 Sängerknabe an die Hofkapelle von Erzherzog Ferdinand II. in Innsbruck ist, erhält unter den Kapellmeistern Wilhelm Bruneau (tätig von 1564 bis 1584) und Alexander Utendal (tätig von 1564 bis 1581) eine gründliche musikalische Ausbildung.
- Matthia Ferrabosco ist seit 1581 Altist an der Grazer Hofkapelle.
- Simone Gatto, der seit 1568 am Hof in München als Posaunist wirkte, setzt seine berufliche Laufbahn seit 1572 in Graz fort. In der dortigen Hofmusikkapelle wirkt er zunächst als Bläser und ist seit 1581 Hofkapellmeister.
- Jakob Regnart, der zuletzt Vize-Kapellmeister der Hofkapelle von Kaiser Rudolf II. in Prag war, wirkt seit Frühjahr 1582 in der Nachfolge von Alexander Utendal als Vizekapellmeister in Innsbruck am Hof von Erzherzog Ferdinand II., der als besonders eifriger Verfechter der Gegenreformation gilt. 1584 veröffentlicht er in Nürnberg die 2. Auflage seiner Teutsche Lieder […] mit bewilligung des Authorn in ein Opus zusamen druckt zu drei Stimmen unter dem Namen Tricinia. Weitere Werke von ihm werden in Antwerpen im Sammelband Pratum musicum und in Frankfurt an der Oder im Sammelband Tabulatura nova gedruckt.
- Franz Sales, der 1580 vorübergehend eine Stelle als Tenorsänger in Hechingen angenommen hatte und noch im gleichen Jahr für kurze Zeit als Sänger an die Münchner Hofkapelle wechselte, hat seit dem 1. November 1580 eine Anstellung an der Hofkapelle in Innsbruck, wo er etwa sieben Jahre lang bleibt.
- Lambert de Sayve, der seit 1577 in der Grazer Hofkapelle von Erzherzog Karl gewirkt hatte und dessen Entlassungsgesuch Ende Juni 1582 entsprochen wurde, ist wahrscheinlich kurz darauf als Kapellmeister in die Dienste von Erzherzog Matthias in Linz getreten; belegt ist dies erst ab August 1583.

#### Schwäbischer Reichskreis

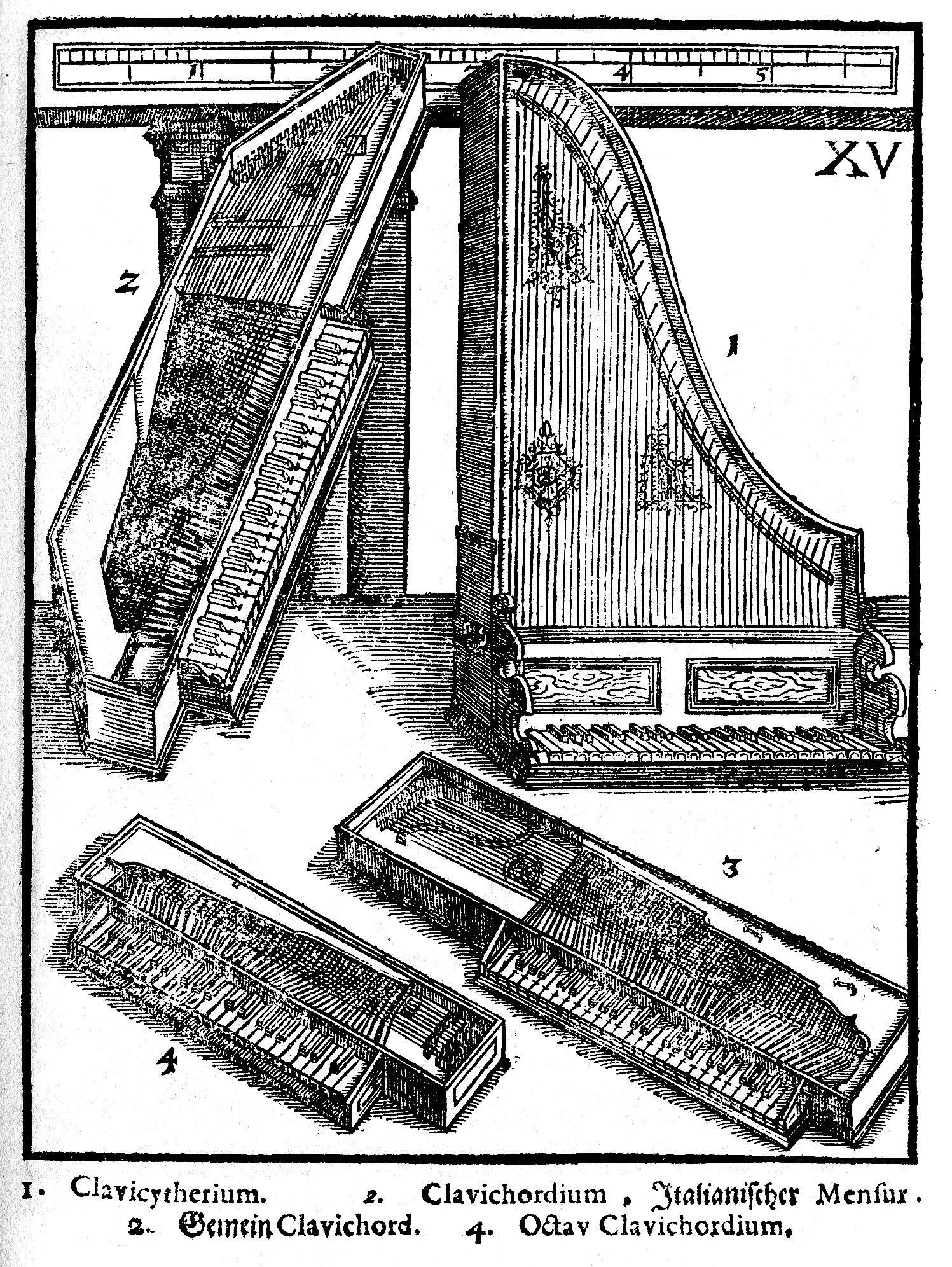
Verschiedene historische Clavicorde, Quelle: Syntagma musicum

##### Herzogtum Württemberg
- Ludwig Daser ist seit 1572 und bis zu seinem Ableben 1589 Kapellmeister der Hofkapelle Stuttgart.
- Balduin Hoyoul, der im Jahr 1561 im Alter von etwa 13 Jahren als Diskant-Sänger in den Chor der Stuttgarter Hofkapelle unter Ludwig Dasers Leitung eingetreten war und 1564/65 für zwei Jahre als Schüler zu Orlando di Lasso nach München geschickt wurde, wirkt nach seiner Rückkehr wieder als Altist und Komponist der Stuttgarter Hofkapelle.
- Simon Lohet ist seit dem 14. September 1571 Organist der württembergischen Hofkapelle in Stuttgart. Es ist auch Lohets Aufgabe, die Instrumente der Hofkapelle zu verwalten. Neben seinem Amt als Hoforganist wirkt Lohet als Lehrer eines größeren Schülerkreises.

##### Hohenzollern-Hechingen
- Leonhard Lechner, dessen beruflicher Ehrgeiz mit einem Verbleib in Nürnberg längerfristig nicht vereinbar war, ist seit Herbst 1583 in Hechingen Kapellmeister am katholischen Hof des Grafen Eitel Friedrich von Hohenzollern-Hechingen; die freie Ausübung seiner lutherischen Konfession lässt er sich schriftlich bestätigen. 1584 veröffentlicht er sein Liber missarum […] adjunctis aliquot Introitibus in praecipua festa, ab Adventu domini usque ad festum Sanctissimae Trinitatis zu fünf bis sechs Stimmen.

##### Hohenzollern-Sigmaringen
- Melchior Schramm, der 1572 für zwei Jahre Organist an der neuerrichteten Stiftskirche des Damenstifts in Hall war, wirkt seit 1574 als Organist und Hofkapellmeister an den Hof Hohenzollern-Sigmaringen, wo er an dem jungen Hof unter Graf Karl II. von Hohenzollern-Sigmaringen die Hofkapelle neu aufbaut und bis 1596 leitet.

##### Reichsstadt Augsburg
- Adam Gumpelzhaimer, der im Benediktinerkloster Sankt Ulrich und Afra Augsburg seine erste musikalische Unterweisung durch Jodocus Entzenmüller und wahrscheinlich auch durch den Chorleiter Johannes Treer erhalten hatte, ist seit 1581 Kantor und Praeceptor am Gymnasium bei St. Anna. Diese Anstellung behält er bis an sein Lebensende. 1582 hat er sich an der Universität Ingolstadt eingeschrieben; wo und wann er seine Magisterwürde erwirbt, ist unbekannt.

##### Reichsstadt Dinkelsbühl
- Michael Tonsor wirkt von ungefähr 1567 bis 1588 als Organist an der St. Georgskirche in Dinkelsbühl.

#### Nicht eingekreiste zum Heiligen Römischen Reich zugehörige Territorien und Stände

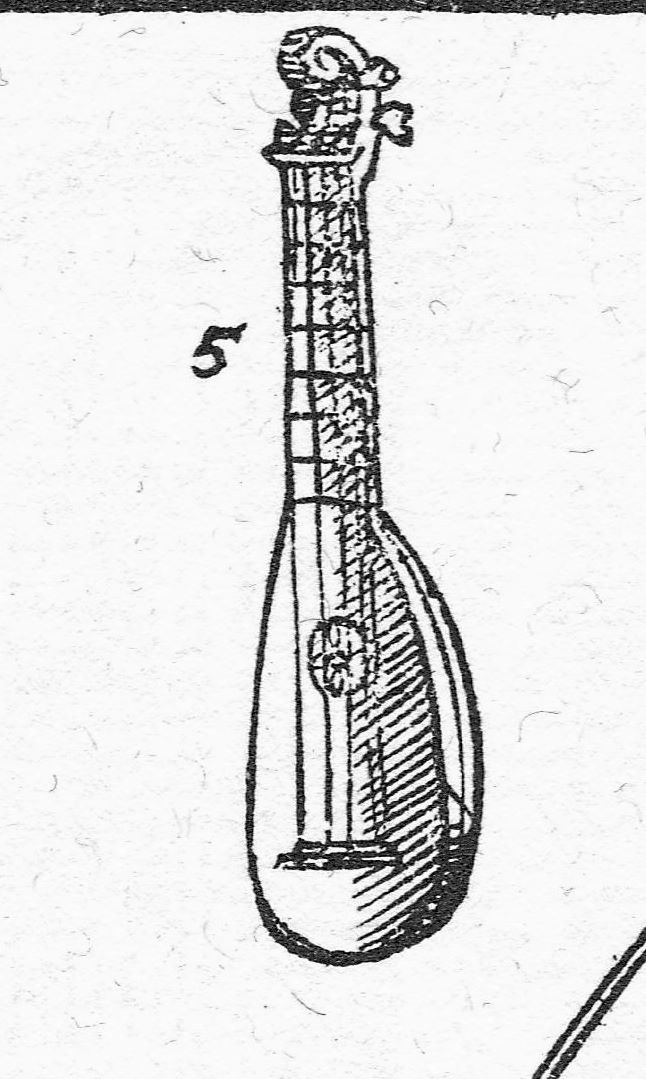
Mandora, Quelle: Syntagma musicum

##### Alte Eidgenossenschaft
- Samuel Mareschall, der sich für die Jahre 1576 und 1577 an der Universität Basel zum Studium eingeschrieben hatte, ist seit 1577 als Nachfolger von Gregor Meyer Organist am Basler Münster; im gleichen Jahr wurde Mareschall an der Universität zum professor musices berufen. Zusätzlich bekommt er eine Anstellung als Musiklehrer am Gymnasium am Münsterplatz und am Collegium Alumnorum. Es gehört auch zu seinen Aufgaben, wöchentlich mit den Schülern des Gymnasiums und den Alumnen Übungsstunden („musices exercitia“) für den Kirchengesang am Münster abzuhalten.

##### Herzogtum Mailand
- Giovanni Battista Bovicelli, der schon in Jugendjahren Mitglied des Mailänder Kathedralchores wurde, wird 1583 als Sopranist im Verzeichnis des Domes genannt. Außerdem ist er als Kantor für den Kardinal Carlo Borromeo tätig, nach dessen Tod 1584, bleibt er im Mailänder Domchor, wo er noch 1597 mit einer Dotation von 159 Liren vermerkt ist.
- Marc’Antonio Ingegneri, der wahrscheinlich bei Cyprian de Rore in Parma und bei Vincenzo Ruffo in Verona studiert hatte, lebt in Cremona und erwirbt sich dort einen guten Ruf als Komponist und Instrumentalist. Er ist möglicherweise Organist und ist als Streicher nachgewiesen. Seit dem Jahr 1581 ist er maestro di cappella der dortigen Kathedrale, und anscheinend bleibt er für den Rest seines Lebens in dieser Position.
- Tiburtio Massaino, der seit 1571 maestro di cappella von Santa Maria del Popolo in Rom war und danach in Modena gewirkt hatte, wirkt seit 1580 in Lodi.

##### Herzogtum Mantua
- Ippolito Baccusi ist ab etwa 1576 bis 1589 als Kapellmeister am Dom zu Mantua tätig, wo ihn 1583 Lodovico Zacconi aufsucht und später im Vorwort seiner Prattica de musica seconda parte (Venedig, 1622) lobend erwähnt.
- Giovanni Giacomo Gastoldi, der in Mantua als Chorknabe an der Basilika Santa Barbara seine musikalische Ausbildung erhielt, Theologie studierte und seit 1572 Subdiakon war, ist seit 1574 Diakon und seit 1575 Priester. Gastoldi erhält Pfründe, damit verbunden ist die Verpflichtung, den Chorknaben Gesangsunterricht zu geben. Als Mitglied der Kapelle beteiligt er sich an der Komposition des vom Herzog Guglielmo Gonzaga (der sich auch selber als Komponist betätigt) gewünschten Repertoires. Wegen mehrfacher schwerer Erkrankungen und Abwesenheiten des Kapellmeisters Giaches de Wert muss Gastoldi diesen im Zeitraum von 1582 bis 1586 häufiger vertreten.
- Giaches de Wert, der von 1563 bis 1565 den Dienst eines Kapellmeisters für die kaiserlichen Gouverneure in Mailand versehen hatte, wirkt spätestens seit September 1565 als Kapellmeister an der neu gebauten Basilika Santa Barbara in Mantua, der Hofkirche der Gonzaga-Herzöge, nachdem er dorthin für das erste Barbara-Fest am 4. Dezember 1564 eine neue von ihm komponierte Messe geschickt hatte. In dieser Stellung bleibt er bis zu seinem Tod im Jahr 1596. Er ist auch als prefectus musicorum für die weltliche Musik am Hof von Herzog Guglielmo Gonzaga in Mantua zuständig. Er bezieht ein außerordentlich hohes Jahresgehalt, zu welchem weitere Gratifikationen und im Jahr 1580 eine Schenkung von Ländereien hinzukommen. Seit 1582 leidet er an den Folgen einer Malaria-Erkrankung.
- Benedetto Pallavicino, der in seiner Jugendzeit Organist an verschiedenen Kirchen der Provinz Cremona war, tritt spätestens 1581 in Sabbioneta bei Mantua in den Dienst von Vespasiano Gonzaga, wo er zusammen mit Giaches de Wert, Giovanni Giacomo Gastoldi, Salamone Rossi und Claudio Monteverdi wirkt. In dieser Stellung blieb er bis an sein Lebensende. 1584 wird er nach Venedig entsandt, um seine sängerischen Fähigkeiten zu verbessern und die dortige Vokalpraxis zu studieren.
- Francesco Soriano, der seit 1580 als Maestro di cappella in der Kirche San Luigi dei Francesi in Rom gewirkt hatte, ist 1581 nach Mantua umgezogen und hat seitdem eine Stellung am Hof der Gonzagas.

##### Herzogtum Modena und Reggio
- Bernardino Bertolotti ist Hofmusiker der Familie Este in Ferrara. Er ist „als Instrumentalist am Hof von Ferrara von Dezember 1578 bis zu dessen Auflösung Anfang 1598 angestellt.“[2]
- Luzzasco Luzzaschi, der seit Mai 1561 Organist und seit 1564 herzoglicher Hoforganist am Hof des Herzogs Alfonso II. d’Este war, ist seit 1574 – als Nachfolger Afonso della Violas (auch dalla Viola genannt) – Leiter der Instrumentalmusik des Herzogs von Ferrara. Seit 1572 bekleidet er zusätzlich das Organistenamt am Ferrareser Dom.
- Ercole Pasquini, der – nach dem Zeugnis des Theologen und Franziskanerpaters Agostino Superbi – bei Alessandro Milleville (1521?–1589) Musik studiert hatte, übernimmt von diesem zwischen 1583 und 1587 die musikalische Erziehung von Vittoria Aleotti, einer Tochter des Hofarchitekten von Ferrara, Giovanni Battista Aleotti.
- Alessandro Piccinini, der in einer musikalischen Familie aufwuchs und zusammen mit seinen Brüdern Filippo und Girolamo von seinem Vater Leonardo Maria eine Ausbildung zum Lautenisten erhielt, ist von 1582 bis 1597 am Hof von Herzog Alfonso II. in Ferrara tätig.
- Alessandro Striggio der Ältere, der zuvor in Florenz tätig war, pflegt in den 1580er-Jahren den Umgang mit der Familie Este an deren Hof in Ferrara, wo sich eines der damaligen Zentren der italienischen Musikentwicklung befindet.

##### Herzogtum Toskana
- Paolo Aretino, der bis 1547 als Kantor am Dom von Arezzo gewirkt hat, ist danach bis zu seinem Tode im Jahr 1584 an Santa Maria della Pieve, ebenfalls in Arezzo, tätig.
- Giulio Caccini, der wahrscheinlich Mitglied im Knabenchor der Cappella Giulia des Petersdoms und von Oktober 1564 bis November 1565 Gesangsschüler von Giovanni Animuccia war, wirkt seit dem 29. April 1566 am Hof des Großherzogs Ferdinando I. de’ Medici in Florenz.
- Vincenzo Galilei, der 1581 seine musiktheoretische Schrift Dialogo della musica antica e della modernaveröffentlicht hatte, wirkt in Florenz. 1584 erscheint in Venedig die 2. Auflage seines Werkes Fronimo... Dialogo del intavolare nel musica del liuto.
- Cristofano Malvezzi, der seit 1571 als Kapellmeister am Baptisterium San Giovanni gewirkt hatte, ist seit 1574 – in der Nachfolge seines Vaters – Organist an der Basilica di San Lorenzo.
- Giovanni Piero Manenti, der im Juni 1571 – nach dem Tode von Francesco Corteccia – Kapellmeister an S.Giovanni geworden war, dieses Amt aber bereits nach sechs Monaten niedergelegt hatte, ist Organist an der Kathedrale von Florenz, ein Amt, das er bis zu seinem Tod 1597 ausübt. Manenti ist ebenfalls als Musiker am Hof der Medici tätig und komponiert zumindest ein Werk für die „Compagnia di S.Giovanni Evangelista“ in Florenz.

##### Königreich Böhmen
- Szymon Bar Jona Madelka lebt seit ungefähr 1575 in Pilsen, wo er Mitglied der Fleischerzunft ist. Später wird er Zunftmeister, Ratsherr der Stadt und Kantor.
- Giovanni Battista Pinello di Ghirardi, der seit 1581 – wenige Monate nach dem Tod von Antonio Scandello – Kapellmeister der Dresdner Hofkapelle war, gibt den Posten wegen Unstimmigkeiten schon bald auf und lässt sich wieder in Prag nieder. 1584 veröffentlicht er ein deutsches Magnificat in den acht Kirchentönen und in Dresden seine Cantiones Sacrae und Madrigale zu acht, zehn und fünfzehn Stimmen sowie die im Stil der neapolitanischen Vilanellen gehaltenen Neue deutsche Lieder zu fünf Stimmen.

##### Markgrafschaft Mähren
- Jacobus Gallus, der zuvor durch Böhmen, Mähren und Schlesien gereist war, steht seit 1580 als Kapellmeister in den Diensten des Bischofs von Olmütz.

### Königreich England und Irland

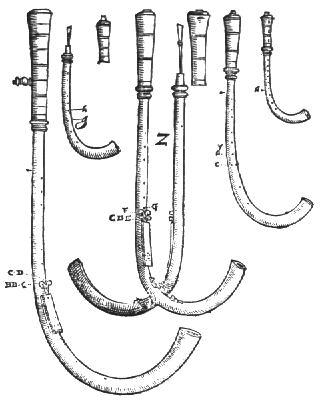
Verschiedene historische Krummhörner, Quelle: Syntagma musicum

#### Chapel Royal von Elisabeth I.
- John Baldwin ist Tenor an der Royal Chapel in London.
- William Byrd ist seit 1570 „Gentleman of the Chapel Royal“ und übt zusammen mit Thomas Tallis das Organistenamt aus.
- William Mundy, der 1543 Mitglied im Chor von Westminster Abbey wurde und später für verschiedene Kirchengemeinden arbeitete, ist seit 1563 Mitglied der Chapel Royal, an der er bis zu seinem Tode 1591 verbleibt.
- Thomas Tallis, der 1543 zum „Gentleman of the Chapel Royal“ in London ernannt wurde, bekleidet dieses Amt in den folgenden 40 Jahren.

#### Cambridge
- Anthony Holborne, der 1562 sein Studium an der Universität Cambridge begonnen hatte und seit 1565 zum Inner Temple Court zugelassen wurde, heiratet am 14. Juni 1584 Holborne Elisabeth Marten.

#### Hereford
- John Bull, der 1573 Kapellknabe an der Hereford Cathedral war und wahrscheinlich schon seit 1574 Mitglied der Children of the Chapel Royal, hat seit 1582 seine erste Anstellung als Organist, wieder an der Kathedrale zu Hereford.

### Königreich Frankreich

#### Chapelle Royale von Heinrich III.
- Eustache du Caurroy ist seit 1570 zunächst als Sänger im Dienst der französischen Könige Karl IX. und Heinrich III. tätig und wird bald als Komponist bekannt.

#### Évreux
- Guillaume Costeley, der nach seiner Ausbildung von 1560(?) bis 1570 Hoforganist am Hof von Karl IX. war, wirkt danach bis zu seinem Ableben 1606 in Évreux als Komponist und ist dort Mitglied der Bruderschaft Sainte Cécile.

#### Paris
- Pierre-Francisque Caroubel, der von italienischer Herkunft war, lebt seit 1576 in Paris und ist seit 1583 durch königlichen Brief eingebürgert. Caroubel hat eine Anstellung als Violon Ordinaire de la Chambre du Roi bei König Heinrich III. und dessen Bruder François-Hercule de Valois, duc d’Alençon.
- John Dowland steht von 1579 bis 1584 im Dienst Sir Henry Cobhams, des englischen Gesandten in Paris, und seines Nachfolgers Sir Edward Stafford, 3. Herzog von Buckingham.
- Claude Le Jeune, der sich der 1570 von Jean-Antoine de Baïf und Joachim Thibault de Courville († 1581) unter der Schirmherrschaft des französischen Königshauses (Karl IX.) in Paris gegründeten Institution Académie de poésie et de musique angeschlossen hatte, ist seit 1582 als Lautenist in den Dienst von Herzog François d’Anjou, dem Bruder von König Heinrich III., getreten und wirkt bei ihm auch als Lehrer der Chorknaben (Maistre des enfants de musique). Nach dem Tod des Herzogs 1584 ist er möglicherweise in den Diensten von Herzog Heinrich von Bouillon und unterrichtet adelige Hugenotten.
- Adrian Le Roy lebt in Paris und ist musikalischer Leiter des von ihm mit seinem Vetter Robert Ballard 1551 gegründeten Musikverlags Le Roy & Ballard.
- Jacques Mauduit ist Mitglied der Académie de musique et de poésie, des von Jean-Antoine de Baïf und Joachim Thibault de Courville gegründeten Zirkels zur Pflege der Musique mesurée à l’Antique, d. h. zur Wiedererweckung der Rhetorik und Ethik der Musik des antiken Griechenlands in der zeitgenössischen französischen Musik und Dichtung. Nach Courvilles Tod im Jahre 1581 führt Mauduit den musikalischen Vorsitz der Académie.

### Italienische Staaten

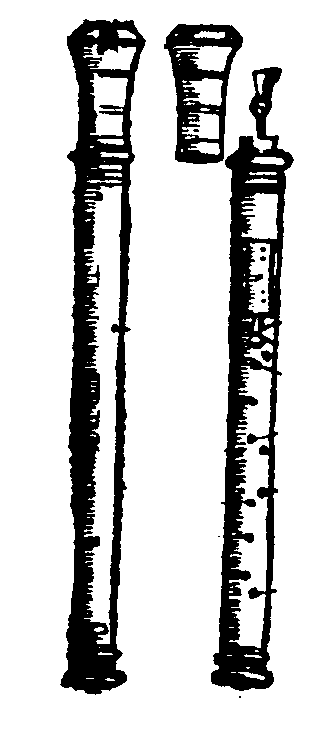
Kortholt, Quelle: Syntagma musicum

#### Herzogtum Urbino
- Leonard Meldert, der bis zum Tod des Herzogs Guidobaldo II. della Rovere in Urbino 1574 an dessen Hof aktiv war und anschließend mit großer Wahrscheinlichkeit in Ravenna in die privaten Dienste von Giulio Feltrio della Rovere, Kardinal von Urbino und Erzbischof von Ravenna, getreten war, ist seit 1578 – nach Aussage des Musikforschers F. Piperno – wieder in Urbino aktiv, und zwar als Kapellmeister der dortigen Kathedrale. Nach Aussage von Simone Sorini, auf Grund von Dokumenten in Archiven Urbinos, ist Meldert auf jeden Fall von September 1581 bis März 1590 Kapellmeister in Urbino. Von 1581 bis 1590 veröffentlicht er hier seine Responsori del natale.

#### Kirchenstaat
- Giovanni Francesco Anerio, der von 1575 bis 1579 Mitglied der Capella Giulia unter Giovanni Pierluigi da Palestrina war, ist Kleriker und hat am 12. Dezember 1583 die Tonsur erhalten.
- Emilio de’ Cavalieri, der in Rom als Sohn einer aristokratischen und musikalischen Familie geboren wurde, wirkt dort als Organist und Musikdirektor von 1578 bis 1584.
- Ghinolfo Dattari erhält ab Februar 1555 in Bologna eine Anstellung als Sänger in der Kapelle von San Petronio, die er 62 Jahre lang, bis zu seinem Tode ausübt.
- Giovanni de Macque, der in jungen Jahren an der Hofkapelle in Wien als Sängerknabe ausgebildet wurde und ab 1563 seine Ausbildung am Wiener Jesuitenkolleg fortgesetzt hatte, wirkt in Rom.
- Luca Marenzio, der seine erste Anstellung in Rom bei Kardinal Cristoforo Madruzzo († 1578) fand, steht anschließend in Rom in den Diensten von Kardinal Luigi d’Este (Bruder des Herzogs von Ferrara, Alfonso II. d’Este), der 1586 stirbt. In dieser Zeit veröffentlicht er seine ersten Madrigalsammlungen und hat möglicherweise auch Kontakt zum Hof von Ferrara. 1584 veröffentlicht er in Rom das erste Buch seiner Madrigali spirituali zu fünf Stimmen und in Venedig das vierte Buch seiner Madrigali a 5 voci, das erste, zweite und dritte Buch seiner Madrigali a 6 voci und erste Buch seiner Villanelle a tre voci.
- Giovanni Maria Nanino, der im Sommer 1575 das Amt des Kapellmeisters von San Luigi dei Francesi angetreten hatte, wirkt seit dem 28. Oktober 1577 – nach bestandener Aufnahmeprüfung – als Tenor im Chor der renommierten päpstlichen Kapelle, der Cappella Pontificia. In der Kapelle, die vor allem in der Cappella Sistina auftritt, bleibt er bis zu seinem Tod 1607 tätig. Neben seinen Verpflichtungen als Sänger liefert er auch eigene Kompositionen (eine von der Kapelle erwünschte Fähigkeit) und übernimmt verschiedene administrative Ämter.
- Giovanni Pierluigi da Palestrina, der seit 1565 musikalischer Leiter und Lehrer des Seminario Romano, einer Ausbildungsstätte des Priesternachwuchses war, übt diese Stelle – nachdem Giovanni Animuccia Ende März 1571 verstorben war – seitdem zum zweiten Mal aus. Palestrina ist auch für die Arciconfraternita della Santissima Trinità dei Pellegrini e Convalescenti aktiv, eine damalige römische Frömmigkeitsbewegung. Eine engere Beziehung unterhält Palestrina mit dem Hof der Gonzaga in Mantua. Als Individualdrucke erscheinen 1584 in Venedig sein Motettorum quatuor vocibus, partim plena voce, et partim paribus vocibus, liber secundus und in Rom sein Individualdruck Motettorum quinque vocibus liber quintus.
- Peter Philips, der England im August 1582 verlassen hat, lebt in Rom, wo er als Organist am Englischen Jesuiten-Kolleg arbeitet. Außerdem tritt er für drei Jahre in die Dienste von Alessandro Farnese.
- Paolo Quagliati, der nach seiner musikalischen Ausbildung 1574 nach Rom gezogen ist, wirkt hier als Organist in verschiedenen Kirchen.
- Joannes Tollius, der ab 1583 als maestro di cappella an der Kathedrale von Rieti tätig war, wirkt in dieser Rolle 1584 an der Kathedrale von Assisi, auch hier nur für kurze Zeit.
- Simone Verovio lebt spätestens seit 1575 in Rom.
- Tomás Luis de Victoria, der in Rom das Collegium Germanicum – das Priesterseminar der Jesuiten – absolviert hatte, hat seit 1571 als moderator musicae die Leitung der Kapelle des Collegiums in der Nachfolge von Giovanni Pierluigi da Palestrina.

#### Königreich Neapel
- Carlo Gesualdo, der Sohn von Fabrizio II., Fürst von Venosa, und Girolama Borromeo, wächst in Venosa auf. Am Hofe erhält er früh eine fundierte musikalische Ausbildung in Komposition und dem Spiel der Bass-Laute.
- Rinaldo del Mel, der in Rom in den Diensten von Kardinal Gabriele Paleotti gewirkt hatte und seine Studien bei Giovanni Pierluigi da Palestrina fortsetzen konnte, lebt zwischen April 1583 und Anfang 1584 in Chieti und hat hier eine Anstellung. Am 6. Juli 1584 bekommt er die Stellung eines Kapellmeisters an der Kathedrale in Rieti. 1584 veröffentlicht er in Venedig sein Il primo libro de madrigali a sei voci und sein Il primo libro de madrigali a cinque voci.
- Giovanni Domenico da Nola wirkt seit Februar 1563 bis zu seinem Tod 1592 als Maestro di cappella an der Basilika Santissima Annunziata Maggiore in Neapel. In dieser Funktion lehrt er auch die Mädchen des Waisenhauses der Annunziata und die Diakone des Priesterseminars Gesang.

#### Republik Genua
- Giovanni Battista Dalla Gostena wirkt von 1584 bis 1589 in seiner Heimatstadt Genua an San Lorenzo als Priester und Kapellmeister.

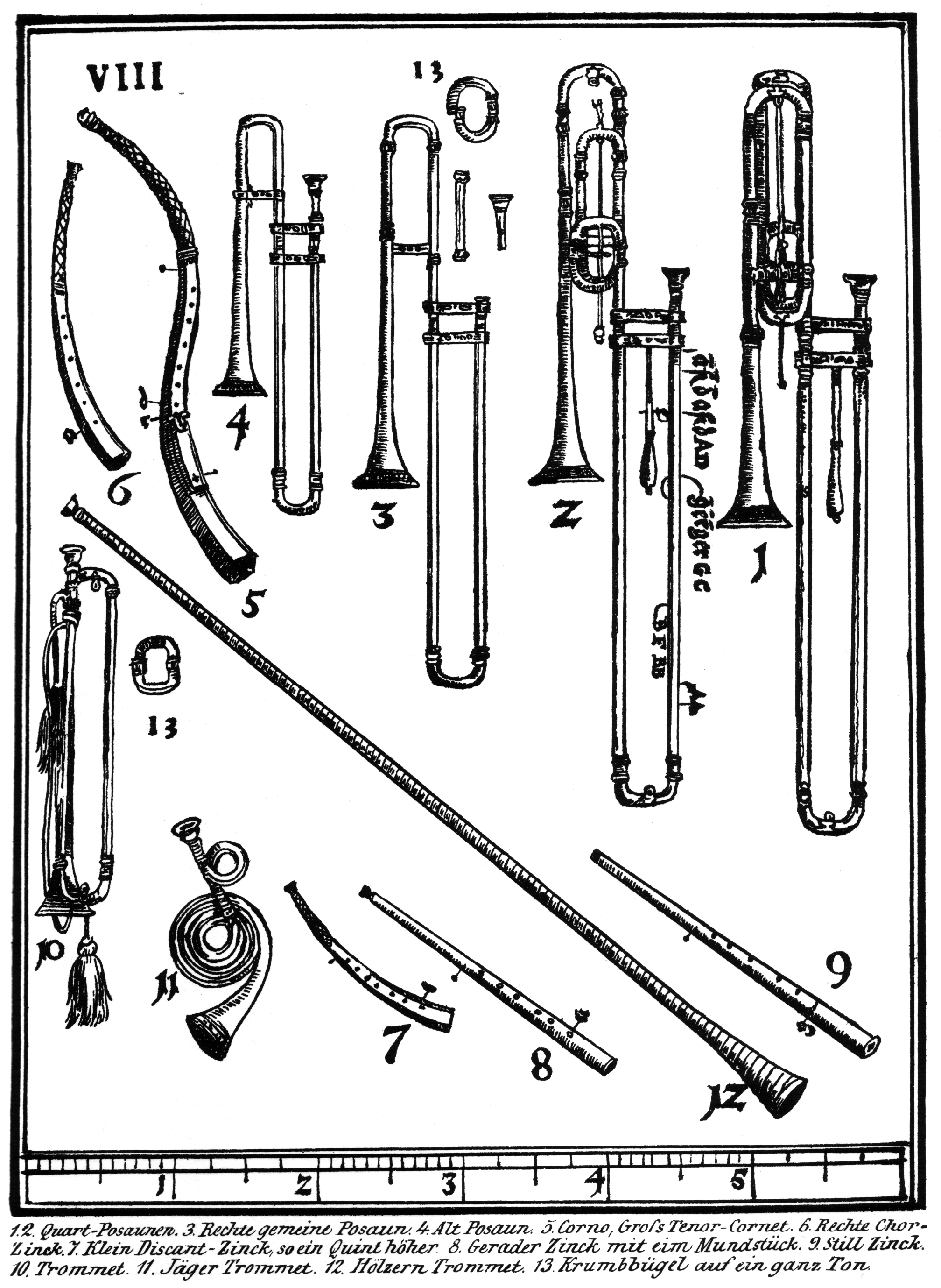
Verschiedene historische Blasinstrumente, Quelle: Syntagma musicum

#### Republik Venedig
- Costanzo Antegnati, der am besten bekannte Spross der verzweigten italienischen Orgelbauerfamilie Antegnati, bekommt seine musikalische Ausbildung bei Girolamo Cavazzoni und ist seit dem Jahr 1570 Orgelbau-Mitarbeiter seines Vaters Graziadio Antegnati des Älteren (1525–1590) in Brescia. 1584 wird er zum Domorganisten von Brescia ernannt.
- Giovanni Matteo Asola wirkt von 1577 bis 1591 in Treviso, Vicenza und in Verona als Kapellmeister.
- Giovanni Bassano, der zuerst 1576 als Instrumentalmusiker an San Marco in Venedig in Erscheinung trat, erwirbt sich dort schnell einen Ruf als einer der besten Instrumentalisten in Venedig.
- Floriano Canale ist von 1581 bis 1603 Organist im Konvent von San Giovanni Evangelista in Brescia.
- Giovanni Cavaccio, der seit 1576 als Sänger in Bergamo wirkt, ist von 1581 bis 1598 als Lehrer an der Kathedrale von Bergamo tätig.
- Giovanni Croce wirkt seit 1565 als Chorknabe und Sänger am Markusdom in Venedig.
- Girolamo Dalla Casa wirkt ab 1568 als Musiker im Markusdom. Von ihm sind zwei Madrigalbücher und ein Band mit Motetten erhalten. Von musikgeschichtlichem Interesse ist seine zweibändige Abhandlung II vero modo di diminuir con le tutte le sorte di stromenti (1584) über die Verzierungs- und Diminutionspraxis in der Renaissance.
- Girolamo Diruta, der seit 1574 Mitglied des Minoritenklosters in Correggio war und seine musikalische Ausbildung zum Organisten von Batista Capuani erhalten hatte, lebt seit 1580 in Venedig, wo er Schüler des berühmten Claudio Merulo ist, eventuell auch von Gioseffo Zarlino und Costanzo Porta. Diruta wirkt in Venedig an der Kirche Santa Maria dei Frari bis zum Jahr 1593.
- Baldissera Donato, der seit 1550 als Sänger – zunächst an San Marco in Venedig – aktiv war und auch in der Ausbildung der Sänger wirkte, hat seit 1580 die Kapellmeisterstelle am Dom zu Padua inne.
- Andrea Gabrieli ist wahrscheinlich seit Jahresanfang 1566 als Organist an San Marco tätig, einer herausragenden Position in der Musikwelt Italiens, in der er bis zu seinem Lebensende bleiben wird. An San Marco entwickelt er, gefördert durch die einzigartige Akustik des Doms, seinen originalen Kompositionsstil der zeremoniellen Mehrchörigkeit und des konzertanten Stils, der später von seinem Neffen Giovanni Gabrieli weiter entwickelt wird. Zu seinen Schülern gehören neben seinem Neffen Giovanni noch der Komponist und Musiktheoretiker Ludovico Zacconi, Gregor Aichinger, Rogier Michael und Hans Leo Haßler.
- Giovanni Gabrieli, der in den Jahren 1575 bis 1579 Schüler von Orlando di Lasso in München war, ist 1580 nach Venedig zurückgegangen und ist dort am Markusdom Hilfsorganist unter seinem Onkel Andrea Gabrieli, der immer noch das Amt des Zweiten Organisten ausübt.
- Hans Leo Haßler erhält ab 1584 Unterricht bei Andrea Gabrieli in Venedig und freundet sich dort mit dessen Neffen, dem Komponisten Giovanni Gabrieli an.
- Florentio Maschera, der seit dem 22. August 1557 Organist an der Kathedrale von Brescia war, stirbt um 1584. Als sein Nachfolger wird im Juli 1584 Costanzo Antegnati eingesetzt.
- Claudio Merulo, der seit dem Jahr 1566 als Nachfolger von Annibale Padovano als erster Organist am Markusdom tätig war, verlässt Venedig 1584. In diesem Jahr erscheinen seine Mottetti a 4.
- Giovanni Battista Mosto hat seit 6. November 1580 den Posten des „maestro di cappella“ an der Kathedrale von Padua inne. 1584 veröffentlicht er in Venedig seine Il secondo libro de madrigali zu fünf Stimmen.
- Orazio Vecchi, der zunächst als Musiklehrer in Modena gewirkt hatte, ist seit 1581 Domkapellmeister in Salò.
- Ludovico Zacconi, der dem Augustinerorden beigetreten war, wo er 1575 zum Priester geweiht wurde, studiert seit 1577 an der Kirche des hl. Stephanus in Venedig und wird später ein Schüler von Andrea Gabrieli. 1584 singt Zacconi im Markusdom vor und wird angenommen, jedoch scheint er die Stellung nicht übernommen zu haben.
- Gioseffo Zarlino, der bei Adrian Willaert in Venedig studiert hat, ist seit 1565 – in der Nachfolge von Cypriano de Rore – Kapellmeister am Markusdom in Venedig. Er hat diese Stelle bis zu seinem Ableben 1590 inne.

### Königreich Polen

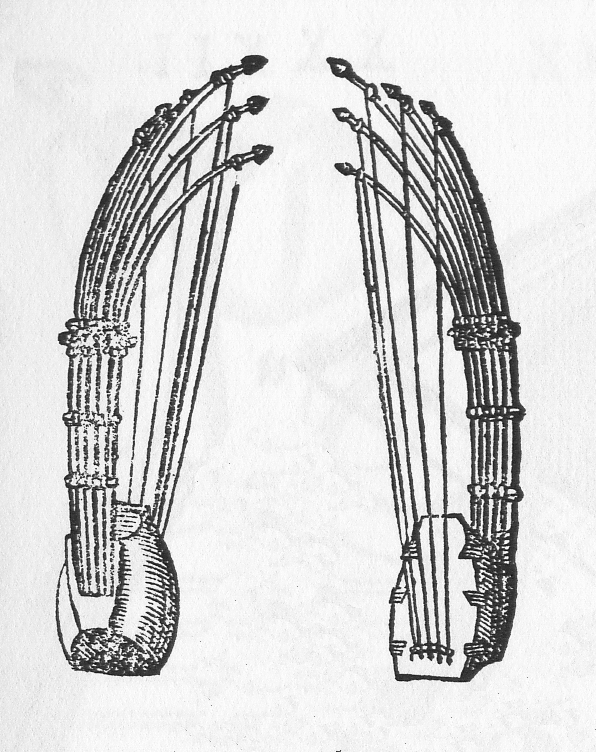
Pluriarc, Quelle: Syntagma musicum

#### Hofkapelle von Stephan Báthory
- Wojciech Długoraj ist seit 1583 Hoflautenist des Königs Stephan Báthory. 1584 hinterbringt er dem Kanzler Jan Zamoyski Briefe, die einen Mordplan seines früheren Dienstherren Zborowski gegen den König belegten. Zborowski wird daraufhin hingerichtet.
- Krzysztof Klabon, der seit 1565 Lautenist der königlichen Hofkapelle in Krakau war, ist von 1576 bis 1601, mit einer kurzzeitigen Unterbrechung durch den Italiener Luca Marenzio 1596, Direktor der königlichen Kapelle.

#### Krakau
- Jan Brandt, der 1571 dem Jesuitenorden beigetreten war, ist ab 1584 Mitglied der Jesuitenkonvente in Krakau, Pultusk, Posen und Wilna.

### Herzogtum Preußen
- Johannes Eccard, der von Jakob Fugger als Organist nach Augsburg berufen wurde, ist noch 1579 nach Königsberg in die Dienste des Markgrafen Georg Friedrich von Ansbach gewechselt, der ihn für seine Hofkapelle engagiert hatte. Hier wirkt er als Assistent von Teodoro Riccio, seit 1580 als Vizekapellmeister.
- Teodoro Riccio, der nach seiner Ausbildung als Kirchenmusiker als Kapellmeister der Kirche Santa Nazaro in seiner Heimatstadt Brescia tätig war, ist seit 1575 Hofkapellmeisters in Ansbach und folgt seinem Dienstherren nach Königsberg, da dieser vom polnischen König Stephan Báthory, dem damaligen Lehnsherrn Preußens, mit dem Herzogtum belehnt wurde. In seiner Position als Hofkapellmeister erhält Riccio ab 1581 Unterstützung durch die Beiordnung des später berühmten Musikers Johannes Eccard (1553–1611) als Unterkapellmeister. Dieser übernimmt die Arbeit mit dem Knabenchor und einzelne Verwaltungsaufgaben.

### Königlich Preußen
- Merten Friese, der Sohn des 1584 oder 1585 verstorbenen Orgelbauers Julius Anthoni Friese, lebt in Danzig.

### Königreich Portugal

#### Hofkapelle von Philipp I.
- António Carreira ist seit der Thronbesteigung des 14-jährigen Königs Dom Sebastiaõ 1568, Kapellmeister und Magisterio in Lissabon. Nach dem tragischen Verschwinden des Königs Dom Sebastiaõ 1578 nach der Schlacht von Alcácer-Quibir, und dem Tod des Kardinals 1580, bleibt Carreira auch unter der Regierung von Heinrich I. und Philipp I. Kapellmeister der königlichen Kapelle in Lissabon.

### Königreich Spanien

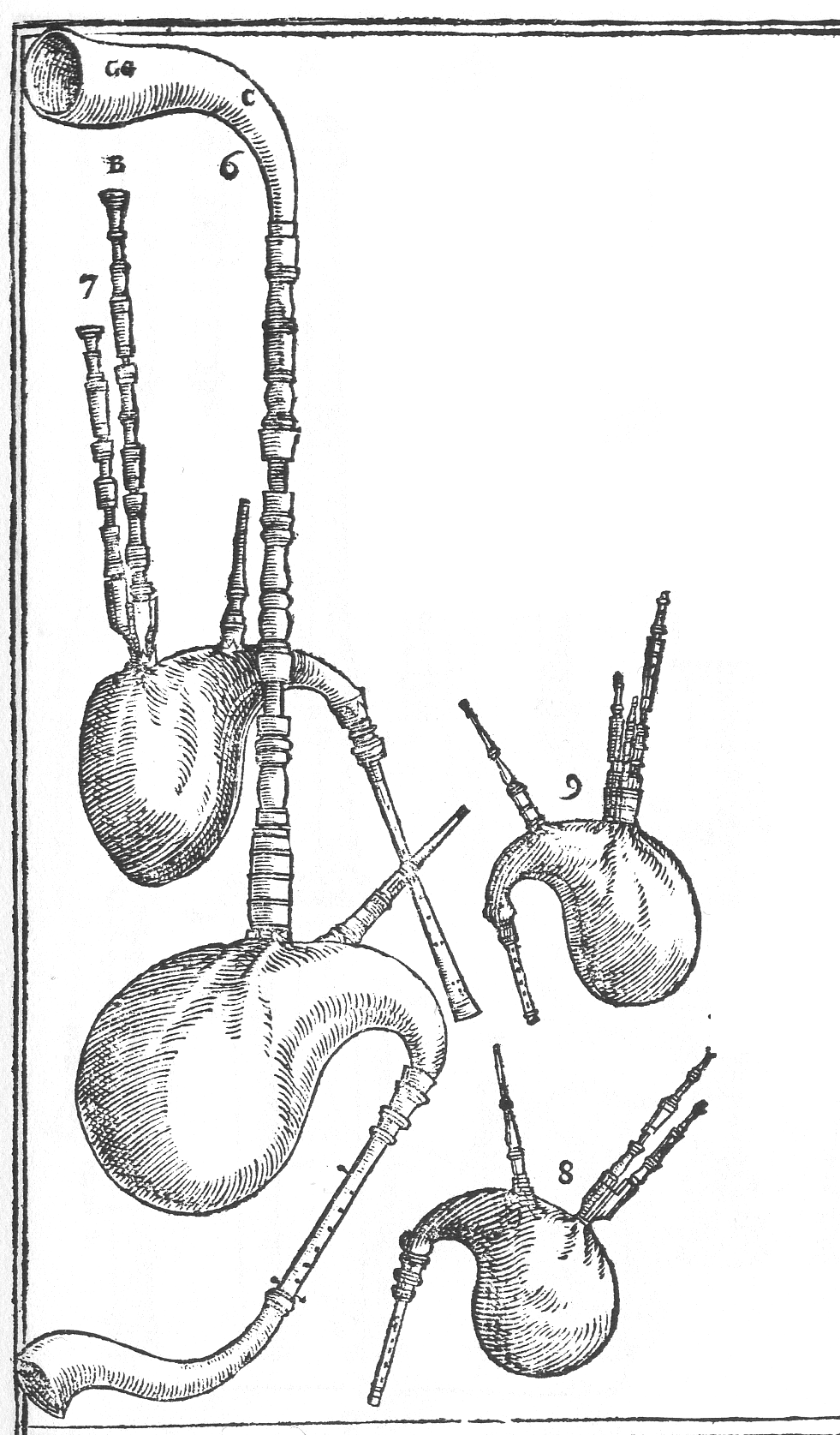
Verschiedene historische Sackpfeifen, Quelle: Syntagma musicum

#### Hofkapelle von Philipp II.
- George de La Hèle, der am 15. September 1580 von Philipp II. von Spanien zum Kapellmeister der Capilla real als Nachfolger des 1580 verstorbenen Gérard de Turnhout ernannt wurde, übt dieses Amt seit 1582 aus.
- Philippe Rogier, der seine erste musikalische Ausbildung an der Kathedrale seiner Geburtsstadt Arras erhalten hatte, ist 1572 mit Gérard de Turnhout – von 1571 bis zu seinem Tod 1580 Kapellmeister der capilla flamenca des spanischen Königs Philipp II. – und anderen jugendlichen Sopranisten nach Madrid gereist und wurde am dortigen Königshof eingeführt. In Madrid kann er in den folgenden Jahren als jugendlicher Sänger seine musikalische Ausbildung vervollständigen.
  - Philippe Rogier, der 1572 mit Gérard de Turnhout und anderen von de Turnhout rekrutierten jugendlichen Sopranisten nach Madrid an den dortigen Königshof gekommen war, erreicht während der Kapellmeistertätigkeit von George de La Hèle die Stellung des Vizekapellmeisters der spanischen Hofkapelle.
  - Cornelis Verdonck, der zuvor an der Universität Douai studiert hatte und in dieser Zeit Schüler von Séverin Cornet war, wirkt ab 1584 wieder für eine Reihe von Jahren als Sänger am spanischen Hof in Madrid, und zwar bis zum Tod von König Philipp II. im Jahr 1598. 1584 veröffentlicht er die Motette Ave gratia plena, eine Bildmotette zu vier Stimmen.

#### Antequera
- Pedro Bermúdez wird 1584 Kapellmeister in Antequera, ein Posten, den er zwei Jahre lang unter ständigem Druck des Kirchenvorstands ausübt.

#### La Seu d’Urgell
- Joan Brudieu, der 1578 die Stelle des Kapellmeisters in Santa Maria del Mar in Barcelona angetreten hatte, ist im Jahr 1579 nach La Seu d’Urgell zurückgekehrt, wo er seitdem wieder als Musiker an der Kathedrale eingesetzt wird.

#### Segovia
- Sebastián de Vivanco, der wahrscheinlich seine musikalische Ausbildung ebenso wie sein etwas älterer Zeitgenosse Tomás Luis de Victoria an der Kathedrale von Ávila erhielt und seine erste bekannte Stelle als Kapellmeister der Kathedrale von Lérida hatte, ist seit 1576 Kapellmeister an der Kathedrale von Segovia.

#### Sevilla
- Francisco Guerrero ist seit 1574 Kapellmeister an der Kathedrale von Sevilla.

#### Tarragona
- Nicasio Zorita, der 1578 noch in Valencia wirkte, wird in diesem Jahr zum Kapellmeister der Kathedrale von Tarragona ernannt. In diesem Amt bleibt er bis mindestens 1589. Während seiner Tarragoneser Zeit veröffentlichte er in Barcelona das Buch Liber primus […] Motectorum quae partim quaternis, partim quinis vocibus concinantur.

#### Valencia
- Juan Ginés Pérez, der seine Ausbildung an der Kathedrale seiner Heimatstadt in Orihuela hatte und danach dort als Kapellmeister wirkte, hat diese Stelle von 1581 bis 1595 an der Kathedrale von Valencia inne.

#### Valladolid
- Esteban Daza, der 1576 sein Hauptwerk Libro de música herausgegeben hatte, lebt in Valladolid.

### Königreich Ungarn
- Mateu Fletxa el Jove wird nach dem Tod von Maximilian II. 1576 von Kaiser Rudolf II. zum Abt von Tihany auf der gleichnamigen Halbinsel im Norden des Plattensees in Ungarn ernannt wo er seitdem wirkt.

### Vizekönigreich Peru
- Gutierre Fernández Hidalgo, der seine musikalische Ausbildung in Salamanca erhielt und Ende 1583 nach Südamerika reist, ist von 1584 bis 1586 Kapellmeister und Musiklehrer in Santafé (heute: Bogotá, Kolumbien).

## Instrumentalmusik

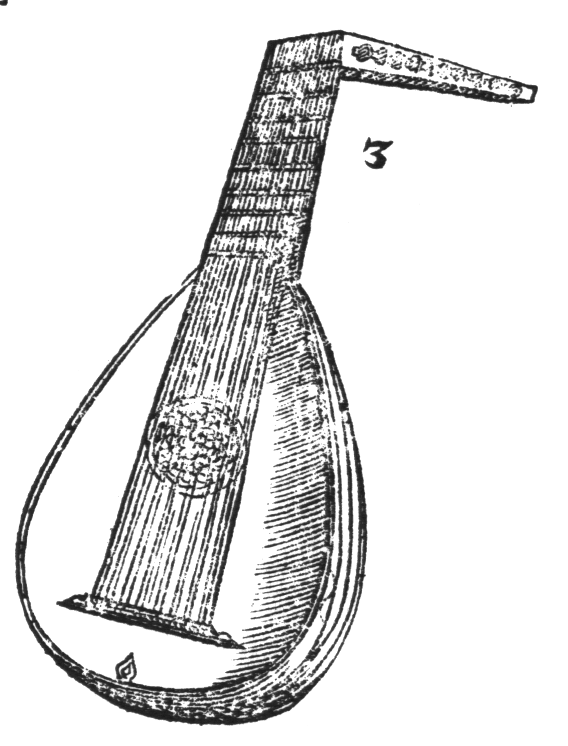
Laute, Quelle: Syntagma musicum

### Für Gitarre
- Vincenzo Galilei – Romanesca undecima con cento parti: Noten und Audiodateien im International Music Score Library Project

### Für Laute
- Vincenzo Galilei – Libro d'intavolatura di liuto: Noten und Audiodateien im International Music Score Library Project; darin:
  - Calliope: Noten und Audiodateien im International Music Score Library Project
  - Gregor Krengel – Tabulatura nova, Frankfurt an der Oder: Andreas Eichorn: Noten und Audiodateien im International Music Score Library Project

### Für zwei Instrumente
- Vincenzo Galilei – Contrapunti a due voci, Florenz: Giorgio Marescotti: Noten und Audiodateien im International Music Score Library Project; darin:
  - Contrapunto 1: Noten und Audiodateien im International Music Score Library Project
  - Contrapunto 2: Noten und Audiodateien im International Music Score Library Project
  - Contrapunto 3: Noten und Audiodateien im International Music Score Library Project
  - Contrapunto 4: Noten und Audiodateien im International Music Score Library Project
  - Contrapunto 5: Noten und Audiodateien im International Music Score Library Project
  - Contrapunto 6: Noten und Audiodateien im International Music Score Library Project
  - Contrapunto 7: Noten und Audiodateien im International Music Score Library Project
  - Contrapunto 8: Noten und Audiodateien im International Music Score Library Project
  - Contrapunto 9: Noten und Audiodateien im International Music Score Library Project
  - Contrapunto 10: Noten und Audiodateien im International Music Score Library Project

### Für Tasteninstrument und Gesang
- Vola, vola pensier, fuor del mio petto: Noten und Audiodateien im International Music Score Library Project

## Vokalmusik

### Geistlich
- Giammateo Asola
  - Secundum pars continens officium hebdomadae sanctae..., Venedig: Angelo Gardano
  - Sacrae cantiones in totius anni solennitatibus zu vier Stimmen, Venedig: Giacomo Vincenti & Ricciardo Amadino: Noten und Audiodateien im International Music Score Library Project
- Johannes de Fossa
  - Antiphon Osanna filio David zu vier Stimmen (zum Palmsonntag)
  - Antiphon Pueri Hebreorum portantes zu vier Stimmen
  - Antiphon Pueri Hebreorum vestimenta zu vier Stimmen
- Vincenzo Galilei – In Exitu Israel zu vier Stimmen: Noten und Audiodateien im International Music Score Library Project
- Francisco Guerrero – Vespers, Rom: Domenico Basa
- Paolo Isnardi – Lamentationen und Benedictus zu vier Stimmen, Venedig: Girolamo Scotto Erben
- Orlando di Lasso
  - Psalmi Davidis poenitentiales zu fünf Stimmen, München: Adam Berg: Noten und Audiodateien im International Music Score Library Project (eine Vertonung der Bußpsalmen)
  - Primus Psalmus poenitentialis, LV 794: Noten und Audiodateien im International Music Score Library Project
  - Secundus Psalmus poenitentialis, LV 795: Noten und Audiodateien im International Music Score Library Project
  - Tertius Psalmus poenitentialis, LV 796: Noten und Audiodateien im International Music Score Library Project
  - Quartus Psalmus poenitentialis zu fünf Stimmen, LV 797: Noten und Audiodateien im International Music Score Library Project
  - Quintus Psalmus poenitentialis zu fünf Stimmen, LV 798: Noten und Audiodateien im International Music Score Library Project
  - Sextus Psalmus poenitentialis zu fünf Stimmen, LV 799: Noten und Audiodateien im International Music Score Library Project
  - Septimus Psalmus poenitentialis zu fünf Stimmen, LV 800: Noten und Audiodateien im International Music Score Library Project
- Leonhard Lechner – Liber Missarum Sex et Quinque Vocum
- Luca Marenzio – Madrigali spirituali zu fünf Stimmen, Libro 1, Rom: Alessandro Gardano: Noten und Audiodateien im International Music Score Library Project; darin:
  - Qual mormorio soave zu fünf Stimmen: Noten und Audiodateien im International Music Score Library Project
  - Vergine gloriosa zu fünf Stimmen: Noten und Audiodateien im International Music Score Library Project
- Rinaldo del Mel – Tirrhena mia zu fünf Stimmen: Noten und Audiodateien im International Music Score Library Project
- Claudio Merulo – Il Primo libro de mottetti a voci pari, Venedig: Angelo Gardano; darin:
  - Qui manducat meam carnem zu vier Stimmen: Noten und Audiodateien im International Music Score Library Project
- Philippe de Monte – Sacrarum cantionum […] liber sextus zu fünf Stimmen (verschollen)
- Jacob Paix - Missa ad imitationem mottetae in illo tempore Joan Moutonis zu vier Stimmen, Lauingen: Leonhard Reinmichel
- Giovanni Pierluigi da Palestrina
  - Motettorum quatuor vocibus, partim plena voce, et partim paribus vocibus, liber secundus, Venedig
  - Motettorum quinque vocibus liber quartus, Rom: Alessandro Gardano: Noten und Audiodateien im International Music Score Library Project; darin:
    - Adjuro vos filiæ Jerusalem zu fünf Stimmen: Noten und Audiodateien im International Music Score Library Project
    - Caput ejus aurum optimum zu fünf Stimmen: Noten und Audiodateien im International Music Score Library Project
    - Descendi in hortum nucum zu fünf Stimmen: Noten und Audiodateien im International Music Score Library Project
    - Dilectus meus descendit zu fünf Stimmen: Noten und Audiodateien im International Music Score Library Project
    - Dilectus meus mihi zu fünf Stimmen: Noten und Audiodateien im International Music Score Library Project
    - Duo ubera tua zu fünf Stimmen: Noten und Audiodateien im International Music Score Library Project
    - Ecce tu pulcher es zu fünf Stimmen: Noten und Audiodateien im International Music Score Library Project
    - Exultate Deo zu fünf Stimmen: Noten und Audiodateien im International Music Score Library Project
    - Fasciculus myrrhae zu fünf Stimmen: Noten und Audiodateien im International Music Score Library Project
    - Guttur tuum sicut vinum optimum zu fünf Stimmen: Noten und Audiodateien im International Music Score Library Project
    - Introduxit me Rex zu fünf Stimmen: Noten und Audiodateien im International Music Score Library Project
    - Læve ejus sub capite meo zu fünf Stimmen: Noten und Audiodateien im International Music Score Library Project
    - Nigra sum sed formosa zu fünf Stimmen: Noten und Audiodateien im International Music Score Library Project
    - Osculetur me zu fünf Stimmen: Noten und Audiodateien im International Music Score Library Project
    - Pulchra es, amica mea zu fünf Stimmen: Noten und Audiodateien im International Music Score Library Project
    - Pulchræ sunt genæ tuæ zu fünf Stimmen: Noten und Audiodateien im International Music Score Library Project
    - Quæ est ista quæ progreditur zu fünf Stimmen: Noten und Audiodateien im International Music Score Library Project
    - Quam pulchra es zu fünf Stimmen: Noten und Audiodateien im International Music Score Library Project
    - Quam pulchri sunt gressus tui zu fünf Stimmen: Noten und Audiodateien im International Music Score Library Project
    - Si ignoras te zu fünf Stimmen: Noten und Audiodateien im International Music Score Library Project
    - Sicut lilium inter spinas zu fünf Stimmen: Noten und Audiodateien im International Music Score Library Project
    - Surgam et circuibo civitatem zu fünf Stimmen: Noten und Audiodateien im International Music Score Library Project
    - Surge amica mea, speciosa mea zu fünf Stimmen: Noten und Audiodateien im International Music Score Library Project
    - Surge propera amica mea zu fünf Stimmen: Noten und Audiodateien im International Music Score Library Project
    - Tota pulchra es zu fünf Stimmen: Noten und Audiodateien im International Music Score Library Project
    - Trahe me post te zu fünf Stimmen: Noten und Audiodateien im International Music Score Library Project
    - Veni, dilecte mi zu fünf Stimmen: Noten und Audiodateien im International Music Score Library Project
    - Vineam meam non custodivi zu fünf Stimmen: Noten und Audiodateien im International Music Score Library Project
    - Vox dilecti mei zu fünf Stimmen: Noten und Audiodateien im International Music Score Library Project
    - Vulnerasti cor meum zu fünf Stimmen: Noten und Audiodateien im International Music Score Library Project

  - Motettorum quinque vocibus liber quintus, Rom: Alessandro Gardano: Noten und Audiodateien im International Music Score Library Project
- Cornelis Verdonck – Ave gratia plena, Bildmotette zu vier Stimmen

### Weltlich
- Giulio Belli – Canzonettas zu vier Stimmen, Venedig: Angelo Gardano
- Girolamo Belli – I furti amorosi, zweites Buch der Madrigale zu sechs Stimmen, Venedig: Angelo Gardano
- Lelio Bertani – Il primo libro de madrigali à 5 voci, Brescia: Pietro Maria Marchetti: Noten und Audiodateien im International Music Score Library Project; darin:
  - Da l'angelico viso zu fünf Stimmen: Noten und Audiodateien im International Music Score Library Project
  - Sacro felice e avventurato nodo zu fünf Stimmen: Noten und Audiodateien im International Music Score Library Project
- Giuseppe Caimo – l secondo libro di canzonette a quattro voci, Venedig: Giacomo Vincenzi & Ricciardo Amadino; darin:
  - Donna, te dico il vero zu vier Stimmen: Noten und Audiodateien im International Music Score Library Project
  - Mentre il cuculo zu vier Stimmen: Noten und Audiodateien im International Music Score Library Project
  - Ove, pazzo che sei, fuggir ti pensi zu vier Stimmen: Noten und Audiodateien im International Music Score Library Project
  - Parmi di star la notte in paradiso zu vier Stimmen: Noten und Audiodateien im International Music Score Library Project
  - Quando dal primo amore zu vier Stimmen: Noten und Audiodateien im International Music Score Library Project
  - S'io fosse negromante per amore zu vier Stimmen: Noten und Audiodateien im International Music Score Library Project
  - Tu ridi sempre mai zu vier Stimmen: Noten und Audiodateien im International Music Score Library Project
  - Vorria che si facesse questa legge zu vier Stimmen: Noten und Audiodateien im International Music Score Library Project
- Girolamo Conversi – Madrigali a 6 voci, Libro 1, Venedig: Girolamo Scotto Erben: Noten und Audiodateien im International Music Score Library Project
- Camillo Cortellini – zweites Buch der Madrigale zu fünf Stimmen, Bologna: Giovanni Rossi
- Giovanni Battista Dalla Gostena – Madrigali a 5 voci, Libro 1, Venedig: Angelo Gardano: Noten und Audiodateien im International Music Score Library Project
- Giovanni Dragoni – erstes Buch der Madrigale zu sechs Stimmen, Venedig: Girolamo Scotto Erben
- Paschal de l’Estocart – Ecce quam bonum et quam jucundum
- Marc’Antonio Ingegneri – viertes Buch der Madrigale zu vier Stimmen, Venedig: Angelo Gardano
- Orlando di Lasso
  - Continuation du mellange d'Orlande de Lassus zu drei, vier, fünf, sechs und zehn Stimmen, Paris: Le Roy & Ballard (eine Sammlung von Chansons und Madrigalen); darin:
    - Al gran Guglielmo nostro zu fünf Stimmen, LV 784: Noten und Audiodateien im International Music Score Library Project
    - Canzon se l’esser meco zu vier Stimmen, LV 768: Noten und Audiodateien im International Music Score Library Project
    - Come la notte ogni fiammella è viva zu fünf Stimmen, LV 771: Noten und Audiodateien im International Music Score Library Project
    - Come lume di notte in alcun porto zu vier Stimmen, LV 770: Noten und Audiodateien im International Music Score Library Project
    - Dapoi che sotto il ciel cosa non vidi zu fünf Stimmen, LV 778: Noten und Audiodateien im International Music Score Library Project
    - Deh perchè voglio anco di me dolermi zu fünf Stimmen, LV 776: Noten und Audiodateien im International Music Score Library Project
    - Di quà di là va le noiose piume zu fünf Stimmen, LV 779: Noten und Audiodateien im International Music Score Library Project
    - Di terrena armonia satia l’anima mia zu fünf Stimmen, LV 781: Noten und Audiodateien im International Music Score Library Project
    - On doit le fer battre zu vier Stimmen, LV 745: Noten und Audiodateien im International Music Score Library Project
    - La peine dure zu vier Stimmen, LV 762: Noten und Audiodateien im International Music Score Library Project
    - Signor da l’alto trono zu fünf Stimmen, LV 783: Noten und Audiodateien im International Music Score Library Project
    - A voi Guglielmo invitto zu fünf Stimmen, LV 773: Noten und Audiodateien im International Music Score Library Project

  - Libro quarto de madrigali a cinque voci, Venedig: Angelo Gardano; darin:
    - Che più d’un giorno è la vita mortale zu fünf Stimmen: Noten und Audiodateien im International Music Score Library Project

  - Gallans qui par terre et par mer zu vier Stimmen, LV 766: Noten und Audiodateien im International Music Score Library Project
- Cristofano Malvezzi – erstes Buch der Madrigale zu sechs Stimmen, Venedig: Girolamo Scotto Erben
- Luca Marenzio
  - Madrigali a 5 voci, Libro 4, Venedig: Angelo Gardano: Noten und Audiodateien im International Music Score Library Project; darin:
    - Ecco l'aurora zu fünf Stimmen: Noten und Audiodateien im International Music Score Library Project
    - Giunto a la tomba zu fünf Stimmen: Noten und Audiodateien im International Music Score Library Project
    - Quando vostra beltà, vostro valore zu fünf Stimmen: Noten und Audiodateien im International Music Score Library Project
    - Scendi dal paradiso zu fünf Stimmen: Noten und Audiodateien im International Music Score Library Project

  - Madrigali a 6 voci, Libro 1, Venedig: Angelo Gardano; darin:
    - Ben mi credetti già d'esser felice zu sechs Stimmen: Noten und Audiodateien im International Music Score Library Project
    - Potrò viver io più se senza luce zu sechs Stimmen: Noten und Audiodateien im International Music Score Library Project
    - Qual vive Salamandra in fiamma ardente zu sechs Stimmen: Noten und Audiodateien im International Music Score Library Project

  - Madrigali a 6 voci, Libro 2, Venedig: Angelo Gardano: Noten und Audiodateien im International Music Score Library Project; darin:
    - Cantai già lieto zu sechs Stimmen: Noten und Audiodateien im International Music Score Library Project
    - Fuggi, speme mia, fuggi zu sechs Stimmen: Noten und Audiodateien im International Music Score Library Project
    - Nessun visse già mai più di me lieto zu sechs Stimmen: Noten und Audiodateien im International Music Score Library Project
    - Passando con pensier per un boschetto zu sechs Stimmen: Noten und Audiodateien im International Music Score Library Project
    - Satiati Amor ch'a più doglioso amante zu sechs Stimmen: Noten und Audiodateien im International Music Score Library Project
    - Tutte sue squadre di miserie e stenti zu sechs Stimmen: Noten und Audiodateien im International Music Score Library Project
    - Vaghi capelli aurati zu sechs Stimmen: Noten und Audiodateien im International Music Score Library Project

  - Madrigali a 6 voci, Libro 3, Venedig: Angelo Gardano; darin:
    - Danzava con maniere sopre humane zu sechs Stimmen: Noten und Audiodateien im International Music Score Library Project
    - In un lucido rio zu sechs Stimmen: Noten und Audiodateien im International Music Score Library Project

  - Il primo libro delle villanelle a tre voci, Venedig: Giacomo Vincenti & Ricciardo Amadino: Noten und Audiodateien im International Music Score Library Project; darin:
    - In un boschetto zu drei Stimmen: Noten und Audiodateien im International Music Score Library Project
- Rinaldo del Mel
  - Il primo libro de madrigali a sei voci, Venedig: Angelo Gardano
  - Il primo libro de madrigali a cinque voci, Venedig: Girolamo Scotto Erben
- Philippe de Monte – Il quinto libro de madrigali zu sechs Stimmen, Venedig: Angelo Gardano
- Claudio Monteverdi – Canzonette a tre voci, SV 1-21, Venedig: Giacomo Vincenti & Ricciardo Amadino: Noten und Audiodateien im International Music Score Library Project
- Giovanni Battista Mosto – Madrigali a 5 voci, Libro 2, Venedig: Giacomo Vincenti: Noten und Audiodateien im International Music Score Library Project; darin:
  - La verginella e simile alla rosa zu fünf Stimmen: Noten und Audiodateien im International Music Score Library Project
- Benedetto Pallavicino – Madrigali a 5 voci, Libro 2, Venedig: Angelo Gardano: Noten und Audiodateien im International Music Score Library Project, weitere Auflagen 1606 und 1607
- Martin Peudargent – eine sechsstimmige Canzona, in: Il vero modo di diminuir ... di Girolamo dalla Cas detto da Udene I, Venedig: Angelo Gardano
- Giovanni Battista Pinello di Ghirardi
  - Cantiones zu fünf, acht, zehn und mehr Stimmen, Dresden: Matthäus Stöckel
  - Nawe Kurtzweilige Deutsche Lieder zu fünf Stimmen, Dresden: Matthäus Stöckel
- Jakob Regnart – Teutsche Lieder […] mit bewilligung des Authorn in ein Opus zusamen druckt zu drei Stimmen, München (weitere Auflagen als Tricinia zu drei Stimmen, Nürnberg)
- Girolamo Scotto (Hrsg.) – Spoglia amorosa, Venedig: Girolamo Scotto Erben: Noten und Audiodateien im International Music Score Library Project; darin:
  - Giovanni Bassano – Mirami, vita mia, mirami un poco zu fünf Stimmen: Noten und Audiodateien im International Music Score Library Project
  - Claudio Merulo – Mirami, vita mia, mirami un poco zu fünf Stimmen: Noten und Audiodateien im International Music Score Library Project
- Alessandro Striggio – Fuggi speme mia fuggi: Noten und Audiodateien im International Music Score Library Project
- Pietro Vinci – Quivi sospir con pianti et alti guai zu fünf Stimmen, in: Il sesto libro de madrigali à 5 voci, Venedig: Girolamo Scotto: Noten und Audiodateien im International Music Score Library Project
- Hubert Waelrant – Als ick u vinde für gemischten Chor: Noten und Audiodateien im International Music Score Library Project (auch als Vorria morire 1585 überliefert)

## Musiktheoretische Schriften
- Emanuel Adriaenssen – Pratum musicum longe amoenissimum, Antwerpen: Petrus Phalesius & Ioanni Bellero: Noten und Audiodateien im International Music Score Library Project; darin:
  - Almande Prince für Laute: Noten und Audiodateien im International Music Score Library Project
  - Branle anglais für Laute: Noten und Audiodateien im International Music Score Library Project
- Giovanni Bardi – Discorso mandato a Caccini detto Romano, sopra la musica antica, e'l cantar bene (1578/1584)
- Girolamo Dalla Casa – Il vero modo di diminuir con tutte le sorti di stromenti di fiato, & corda, & di voce humana, 2 Bände, Venedig: Angelo Gardano: Noten und Audiodateien im International Music Score Library Project; darin:
  - Alix avoit zu vier Stimmen: Noten und Audiodateien im International Music Score Library Project
  - Ancor che col partire zu vier Stimmen: Noten und Audiodateien im International Music Score Library Project
  - Frais et gaillard zu vier Stimmen: Noten und Audiodateien im International Music Score Library Project
  - A la dolce ombra: Noten und Audiodateien im International Music Score Library Project
  - Petit Jacquet: Noten und Audiodateien im International Music Score Library Project
  - Petite fleur: Noten und Audiodateien im International Music Score Library Project
  - Signor mio caro zu vier Stimmen: Noten und Audiodateien im International Music Score Library Project
  - Un Gay bergier zu vier Stimmen: Noten und Audiodateien im International Music Score Library Project
- Vincenzo Galilei – Fronimo Dialogo, überarbeitete Version, Venedig: Girolamo Scotto Erben

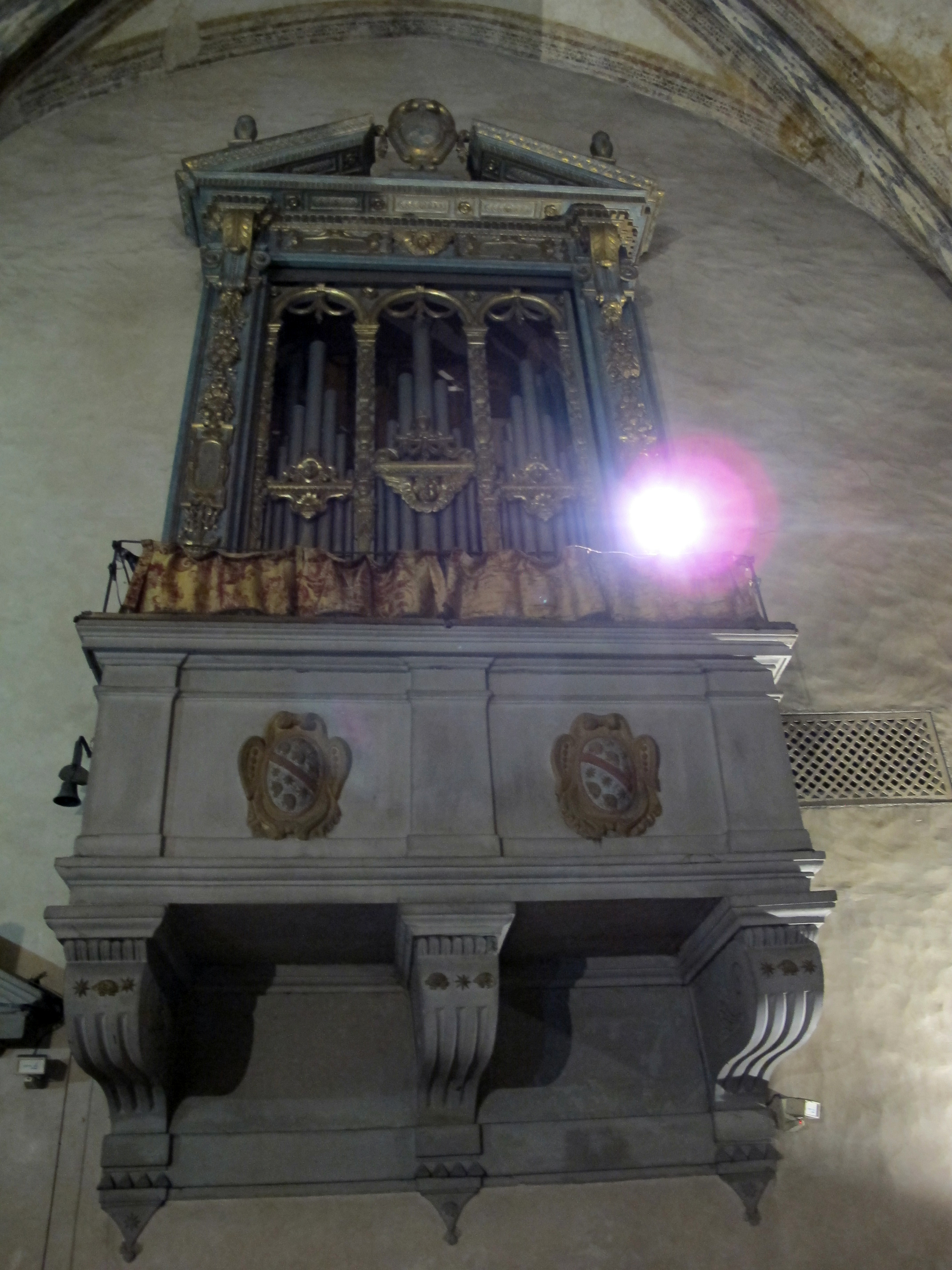
Orgel der Chiesa di San Remigio in Florenz

## Instrumentenbau
- Fertigstellung der Orgel in der Chiesa di San Remigio in Florenz.

## Geboren

### Geburtsdatum gesichert
- 17. Januar: Diederich von dem Werder, deutscher Übersetzer, Epiker und Kirchenlieddichter († 1657)
- 29. April: Melchior Teschner, deutscher Kirchenmusiker, Komponist und Theologe († 1635)
- 27. Mai: Michael Altenburg, deutscher Theologe und Komponist († 1640)
- 16. September (getauft): Francisco Correa de Arauxo, andalusischer Organist und Komponist († 1654)

### Genaues Geburtsdatum unbekannt
- Andreas Berger, deutscher Komponist und Sänger († 1656)[3]
- Antonio Cifra, italienischer Komponist († 1629)
- Daniel Friderici, deutscher Komponist und Kantor († 1638)
- Gregor Ritzsch, deutscher Buchdrucker, evangelischer Kirchenliederdichter († 1643)

## Gestorben

### Genaues Todesdatum unbekannt
- Paolo Aretino, italienischer Komponist (* 1508)
- Julius Anthoni, deutscher Orgelbauer (* unbekannt)
- Gioseppe Caimo, italienischer Organist und Komponist (* 1545)[4]
- Pietro Vinci, italienischer Komponist und Lehrer (* um 1535)[5]

### Gestorben um 1584

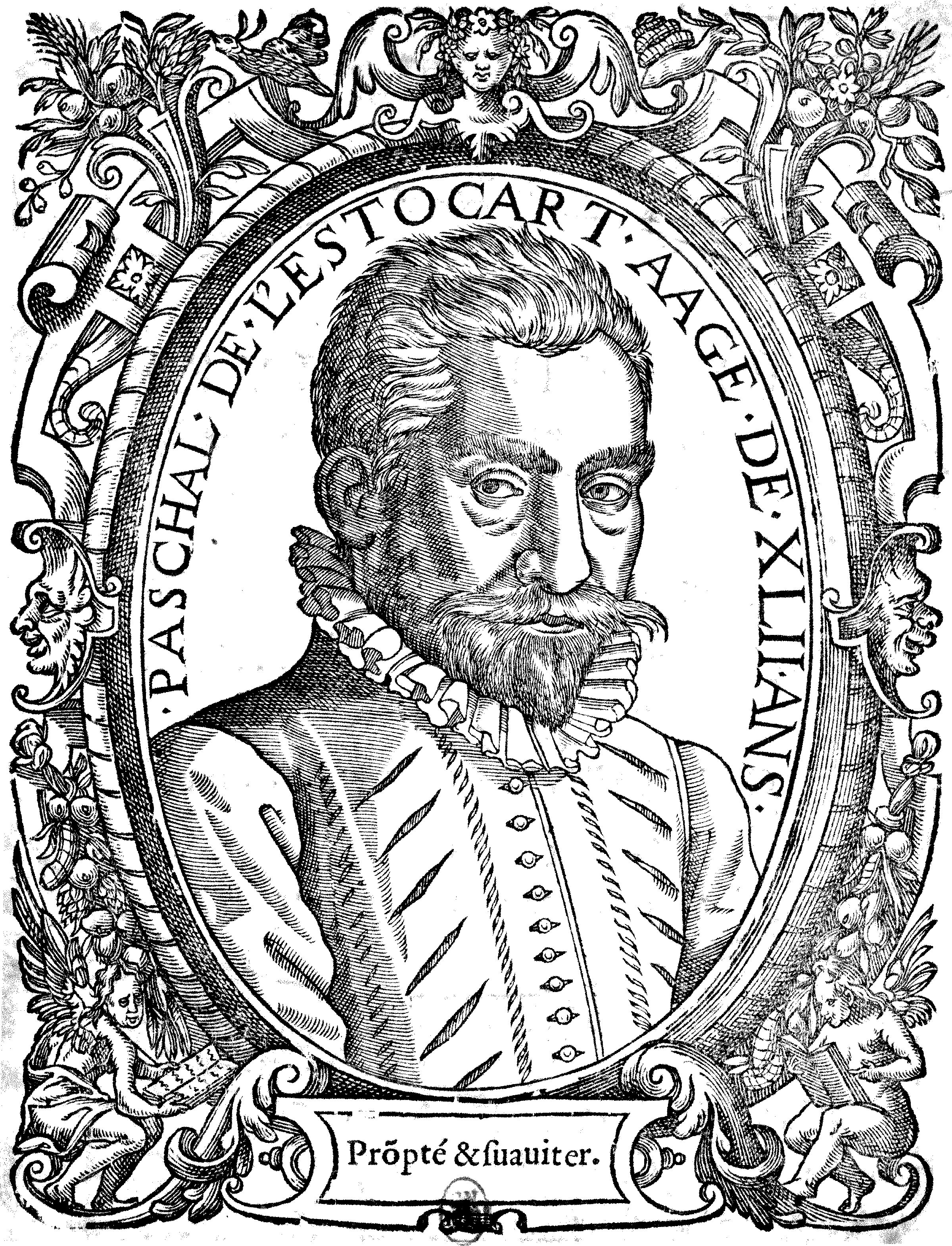
Paschal de l’Estocart

- Florentio Maschera, italienischer Komponist und Organist (* um 1540)

### Gestorben nach 1584
- Lucrezia Bendidio, italienische Hofdame und Sängerin (* 1547)
- Paschal de l’Estocart, reformierter Kirchenkomponist (* 1539)